# پروانه
پروانه‌ها بال‌دارانی از پروانه‌سانان هستند که با بال‌های بزرگ و اغلب رنگین شناخته می‌شوند که در هنگام استراحت معمولاً روی هم تا می‌شوند و پرواز آشکار و بال‌زنانی دارند. کهن‌ترین سنگواره‌های پروانه به پالئوسن، حدود ۵۶ میلیون سال پیش، تاریخ‌گذاری شده‌اند، هرچند شواهد مولکولی نشان می‌دهند که احتمالاً در کرتاسه پدید آمده‌اند.
پروانه‌ها دارای چرخهٔ زندگی چهارمرحله‌ای هستند و مانند دیگر درون‌بال‌داران دچار دگردیسی کامل می‌شوند. حشرات بالغ بالدار تخم‌های خود را روی برگ گیاهان می‌گذارند که لاروهایشان، که کرم پیله‌ساز نامیده می‌شوند، از آن‌ها تغذیه خواهند کرد. لاروها رشد می‌کنند، گاه بسیار سریع، و هنگامی که به‌طور کامل رشد کردند، درون شفیره شفیره می‌شوند. وقتی دگردیسی کامل شد، پوست شفیره پاره می‌شود، بزرگسال از آن بیرون می‌آید، بال‌هایش را باز می‌کند تا خشک شوند و پرواز می‌کند.
برخی پروانه‌ها، به‌ویژه در مناطق گرمسیری، چندین نسل در یک سال دارند، در حالی که برخی دیگر تنها یک نسل دارند و تعدادی اندک در مناطق سرد ممکن است چندین سال طول بکشند تا چرخهٔ زندگی کامل خود را بگذرانند.
پروانه‌ها اغلب چندریخت هستند و بسیاری از گونه‌ها از استتار، تقلید و رنگ هشدار برای گریز از شکارچیان خود بهره می‌برند. برخی، مانند پروانه شهریار و رنگین‌بانو، در مسافت‌های طولانی مهاجرت می‌کنند. بسیاری از پروانه‌ها مورد حملهٔ انگل‌ها یا انگل‌واره‌ها قرار می‌گیرند، از جمله زنبور انگل‌واره، پروتوزوآها، مگس‌ها و دیگر بی‌مهرگان، یا توسط جانداران دیگر شکار می‌شوند. برخی گونه‌ها آفت به‌شمار می‌آیند، زیرا در مرحلهٔ لاروی می‌توانند به محصولات کشاورزی یا درختان آسیب بزنند؛ گونه‌های دیگر عامل گرده‌افشانی برخی گیاهان هستند. لاروهای چند پروانه (برای نمونه برداشتگرها) حشرات زیان‌آور را می‌خورند و چند گونه شکارگر مورچه‌ها هستند، در حالی که دیگران در همزیستی دوسویه با مورچه‌ها زندگی می‌کنند. از دیدگاه فرهنگی، پروانه‌ها از نقش‌مایه‌های محبوب در هنرهای تجسمی و ادبیات‌اند. مؤسسهٔ اسمیتسونین می‌گوید: «پروانه‌ها بدون تردید یکی از دلرباترین موجودات در طبیعت‌اند».

## دیرین‌شناسی
نخستین سنگواره‌های پروانه‌سانان به مرز تریاس-ژوراسیک، حدود ۲۰۰ میلیون سال پیش، بازمی‌گردند. پروانه‌ها از شب‌پره‌ها تکامل یافته‌اند؛ بنابراین در حالی که پروانه‌ها تک‌تبار هستند (یک تبارشاخه را تشکیل می‌دهند)، شب‌پره‌ها چنین نیستند. کهن‌ترین پروانهٔ شناخته‌شده پروتوکولیدس کریستنسنی (Protocoeliades kristenseni) از پالئوسن و سازند فور در دانمارک است، حدود ۵۵ میلیون سال پیش، که به خانوادهٔ پروانه‌های غربی تعلق دارد. برآوردهای ساعت مولکولی نشان می‌دهد که پروانه‌ها زمانی در اواخر کرتاسه پدید آمده‌اند، اما تنها در طول سنوزوئیک به‌طور چشمگیری تنوع یافتند، و یک پژوهش، منشأ آمریکای شمالی را برای این گروه پیشنهاد می‌دهد. کهن‌ترین پروانهٔ آمریکایی پریابونین پردریاس پرسفون (Prodryas persephone) از بسترهای فسیلی فلوریسانت است، که حدود ۳۴ میلیون سال قدمت دارد.

سنگواره‌های پروانه
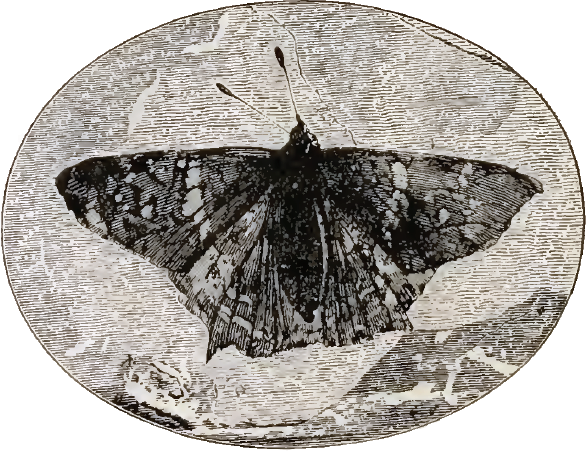
پردریاس پرسفون (Prodryas persephone)، یک پروانهٔ پریابونین از بسترهای فسیلی فلوریسانت، تصویرکَنی ۱۸۸۷
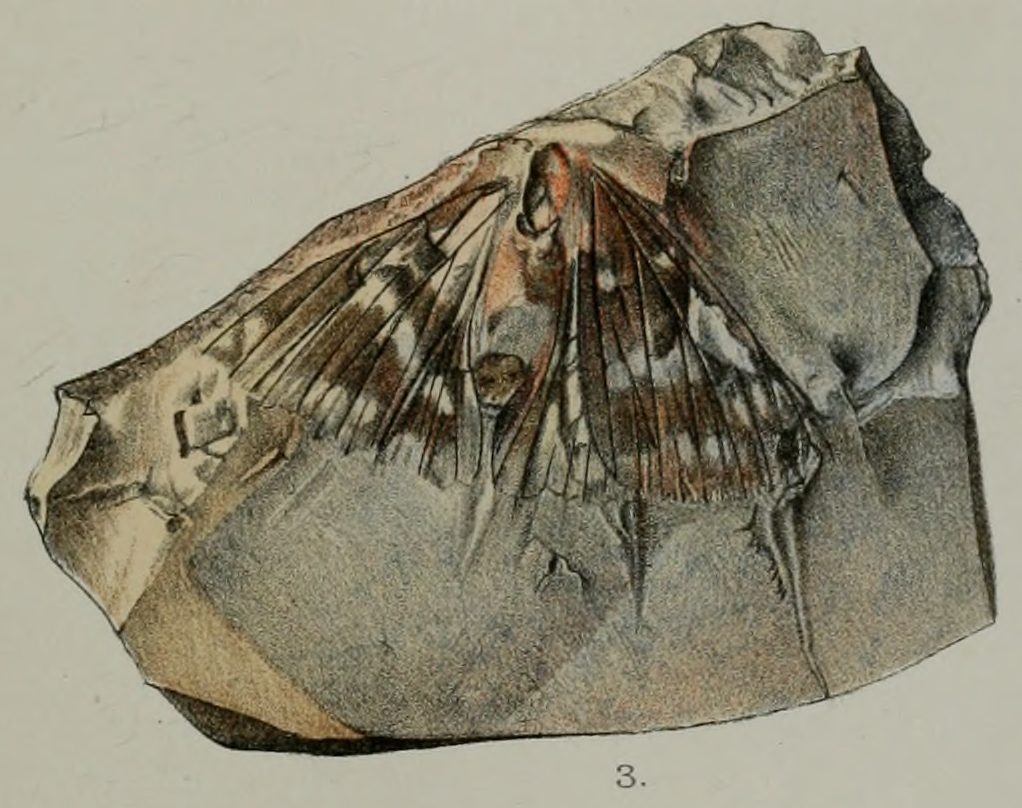
لیتوفسیکه آنتیکوا (Lithopsyche antiqua)، یک پروانهٔ روپلین از مارل‌های بمبریج، جزیره وایت، تصویرکَنی ۱۸۸۹

## رده‌بندی و تبارزایی
پروانه‌ها به هفت خانواده تقسیم می‌شوند که در مجموع حدود ۲۰٬۰۰۰ گونه را دربر می‌گیرند.
| خانواده             | نام رایج                     | ویژگی‌ها | تصویر |
| ------------------- | ---------------------------- | --- | ----- |
| دلپذیرپروانگان      | پروانه‌های شب‌مانند آمریکایی   | کوچک، قهوه‌ای، شبیه شب‌پره‌های زمین‌سنج؛ شاخکها گرزدار نیستند؛ شکم باریک و کشیده                                         |       |
| پروانه‌های غربی      | اسکیپرها                     | کوچک، پرواز جهشی؛ سرِ شاخک‌ها قلابی به سمت عقب                                                                         |       |
| گرگ‌پروانگان         | آبی‌ها، مسی‌ها، رشته‌موها       | کوچک، پررنگ و روشن؛ اغلب سرهای کاذب با لکه‌های چشمی و دُم‌های کوچک شبیه شاخک دارند                                      |       |
| دوشیزه‌پروانگان      | پروانه‌های چهارضمی یا پای‌مویی | معمولاً پاهای جلویی کوچک‌شده دارند، پس چهارضمی به نظر می‌رسند؛ اغلب پررنگ و روشن                                        |       |
| پروانه‌های دم‌چلچله‌ای | دم‌چلچله‌ای‌ها                  | اغلب دارای «دم» در بال‌ها؛ لارو با اندام اوسمتریوم مزهٔ ناخوشایند ایجاد می‌کند؛ شفیره با کمربند ابریشمی نگه داشته می‌شود |       |
| پروانه‌های چشمه      | سفیدها و خویشاوندانشان       | عمدتاً سفید، زرد یا نارنجی؛ برخی آفات جدی کلم‌ها؛ شفیره با کمربند ابریشمی نگه داشته می‌شود                              |       |
| رودبالان            | فلزی‌نشان‌ها                   | اغلب لکه‌های فلزی روی بال دارند؛ معمولاً با رنگ‌های سیاه، نارنجی و آبی به‌طور آشکار رنگی هستند                           |       |

به‌طور سنتی، پروانه‌ها به دو فراخانوادهٔ پروانه و دلپذیرپروانگان شب‌مانند تقسیم می‌شدند. پژوهش‌های تازه نشان داده‌اند که خانوادهٔ هدیلیده (Hedylidae)، تنها خانواده درون هدیلویوئیده (Hedyloidea)، در درون فراخانوادهٔ پروانه‌ها قرار دارد، به این معنا که فراخانوادهٔ پروانه‌ها مترادف با Rhopalocera خواهد بود. روابط میان شش خانوادهٔ دیگر به‌خوبی روشن شده است که در تبارنمای زیر خلاصه شده است.

|  | دلپذیرپروانگان |
|  |                |
|  | پروانه‌های غربی |
|  |                |

|  | دوشیزه‌پروانگان                                           |
|  |                                                          |
|  | \| \| گرگ‌پروانگان \| \| \| \| \| \| رودبالان \| \| \| \| |
|  |                                                          |
|  | گرگ‌پروانگان                                              |
|  |                                                          |
|  | رودبالان                                                 |
|  |                                                          |

|  | گرگ‌پروانگان |
|  |             |
|  | رودبالان    |
|  |             |

|  | دوشیزه‌پروانگان                                           |
|  |                                                          |
|  | \| \| گرگ‌پروانگان \| \| \| \| \| \| رودبالان \| \| \| \| |
|  |                                                          |
|  | گرگ‌پروانگان                                              |
|  |                                                          |
|  | رودبالان                                                 |
|  |                                                          |

|  | گرگ‌پروانگان |
|  |             |
|  | رودبالان    |
|  |             |

|  | دلپذیرپروانگان |
|  |                |
|  | پروانه‌های غربی |
|  |                |

|  | دوشیزه‌پروانگان                                           |
|  |                                                          |
|  | \| \| گرگ‌پروانگان \| \| \| \| \| \| رودبالان \| \| \| \| |
|  |                                                          |
|  | گرگ‌پروانگان                                              |
|  |                                                          |
|  | رودبالان                                                 |
|  |                                                          |

|  | گرگ‌پروانگان |
|  |             |
|  | رودبالان    |
|  |             |

|  | دوشیزه‌پروانگان                                           |
|  |                                                          |
|  | \| \| گرگ‌پروانگان \| \| \| \| \| \| رودبالان \| \| \| \| |
|  |                                                          |
|  | گرگ‌پروانگان                                              |
|  |                                                          |
|  | رودبالان                                                 |
|  |                                                          |

|  | گرگ‌پروانگان |
|  |             |
|  | رودبالان    |
|  |             |

|  | دلپذیرپروانگان |
|  |                |
|  | پروانه‌های غربی |
|  |                |

|  | دوشیزه‌پروانگان                                           |
|  |                                                          |
|  | \| \| گرگ‌پروانگان \| \| \| \| \| \| رودبالان \| \| \| \| |
|  |                                                          |
|  | گرگ‌پروانگان                                              |
|  |                                                          |
|  | رودبالان                                                 |
|  |                                                          |

|  | گرگ‌پروانگان |
|  |             |
|  | رودبالان    |
|  |             |

|  | دوشیزه‌پروانگان                                           |
|  |                                                          |
|  | \| \| گرگ‌پروانگان \| \| \| \| \| \| رودبالان \| \| \| \| |
|  |                                                          |
|  | گرگ‌پروانگان                                              |
|  |                                                          |
|  | رودبالان                                                 |
|  |                                                          |

|  | گرگ‌پروانگان |
|  |             |
|  | رودبالان    |
|  |             |

|  | دلپذیرپروانگان |
|  |                |
|  | پروانه‌های غربی |
|  |                |

|  | دوشیزه‌پروانگان                                           |
|  |                                                          |
|  | \| \| گرگ‌پروانگان \| \| \| \| \| \| رودبالان \| \| \| \| |
|  |                                                          |
|  | گرگ‌پروانگان                                              |
|  |                                                          |
|  | رودبالان                                                 |
|  |                                                          |

|  | گرگ‌پروانگان |
|  |             |
|  | رودبالان    |
|  |             |

|  | دوشیزه‌پروانگان                                           |
|  |                                                          |
|  | \| \| گرگ‌پروانگان \| \| \| \| \| \| رودبالان \| \| \| \| |
|  |                                                          |
|  | گرگ‌پروانگان                                              |
|  |                                                          |
|  | رودبالان                                                 |
|  |                                                          |

|  | گرگ‌پروانگان |
|  |             |
|  | رودبالان    |
|  |             |

## زیست‌شناسی

### توصیف کلی
پروانه‌های بالغ با چهار بال پوشیده از فلس خود شناخته می‌شوند، که نام «بال‌فلس‌داران» (لپیدوپترا Lepidoptera) از همین ویژگی گرفته شده است (یونانی باستان λεπίς lepís، فلس + πτερόν pterón، بال). این فلس‌ها رنگ پروانه‌ها را ایجاد می‌کنند؛ آن‌ها با ملانین‌ها رنگ‌های سیاه و قهوه‌ای می‌گیرند، و همچنین با مشتقات اوریک اسید و فلاون‌ها زرد می‌شوند. اما بسیاری از رنگ‌های آبی، سبز، قرمز و رنگ‌های درخشان از طریق رنگ‌آمیزی ساختاری به‌وجود می‌آیند که حاصل ریزساختارهای فلس‌ها و موها هستند.
همانند همهٔ حشرات، بدن به سه بخش تقسیم می‌شود: سر، سینه‌گاه و شکم. سینه‌گاه از سه بخش تشکیل شده که هر کدام یک جفت پا دارند. در بیشتر خانواده‌های پروانه، شاخک‌ها گرزدار (clavate) هستند، در حالی‌که شاخک‌های شب‌پره ممکن است رشته‌ای یا پرمانند باشند. خرطوم بلند می‌تواند در زمانی‌که استفاده نمی‌شود برای مکیدن شهد گل‌ها، جمع شود.

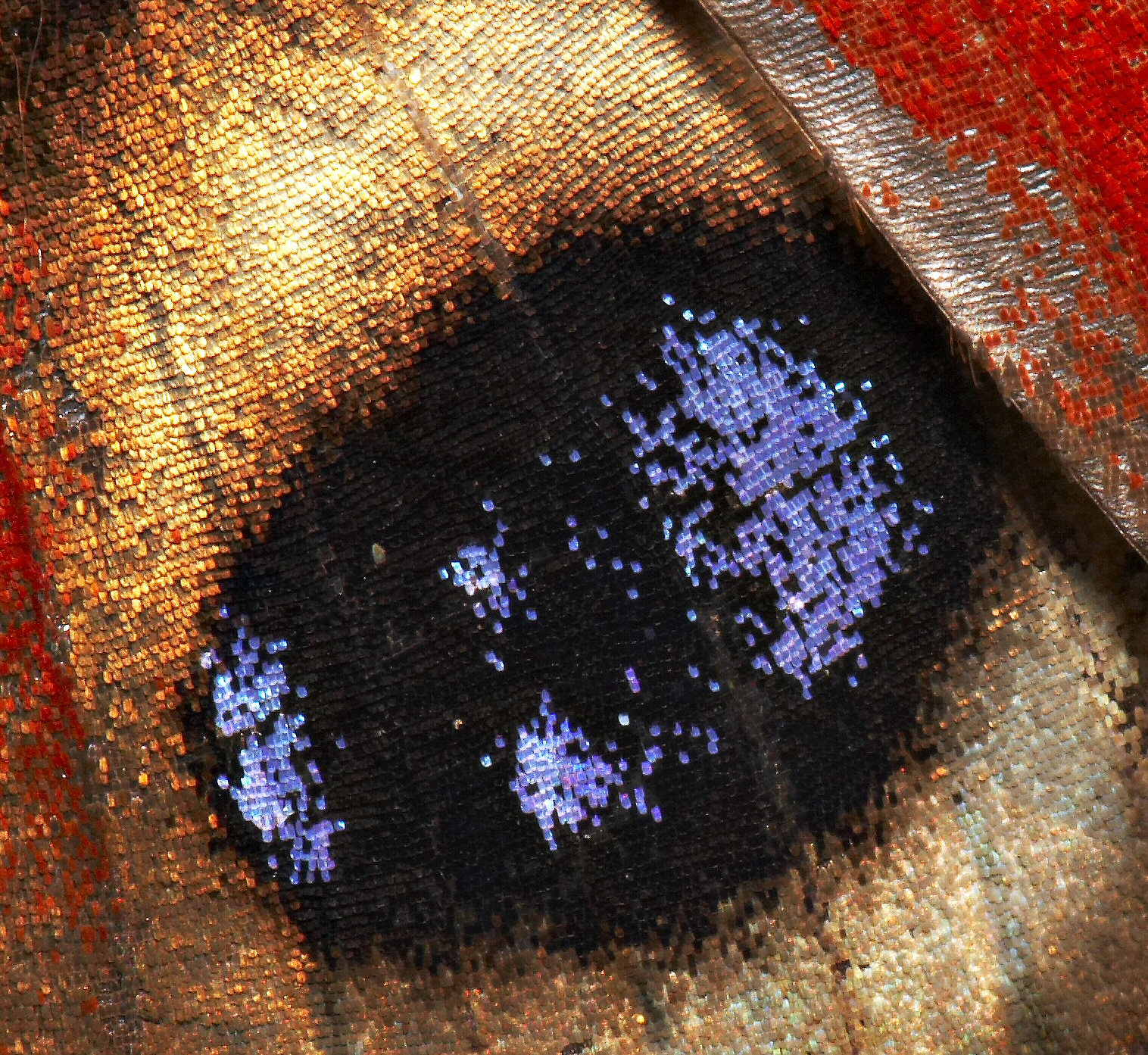
نمای نزدیک از فلس‌های بال در طاووس‌بال
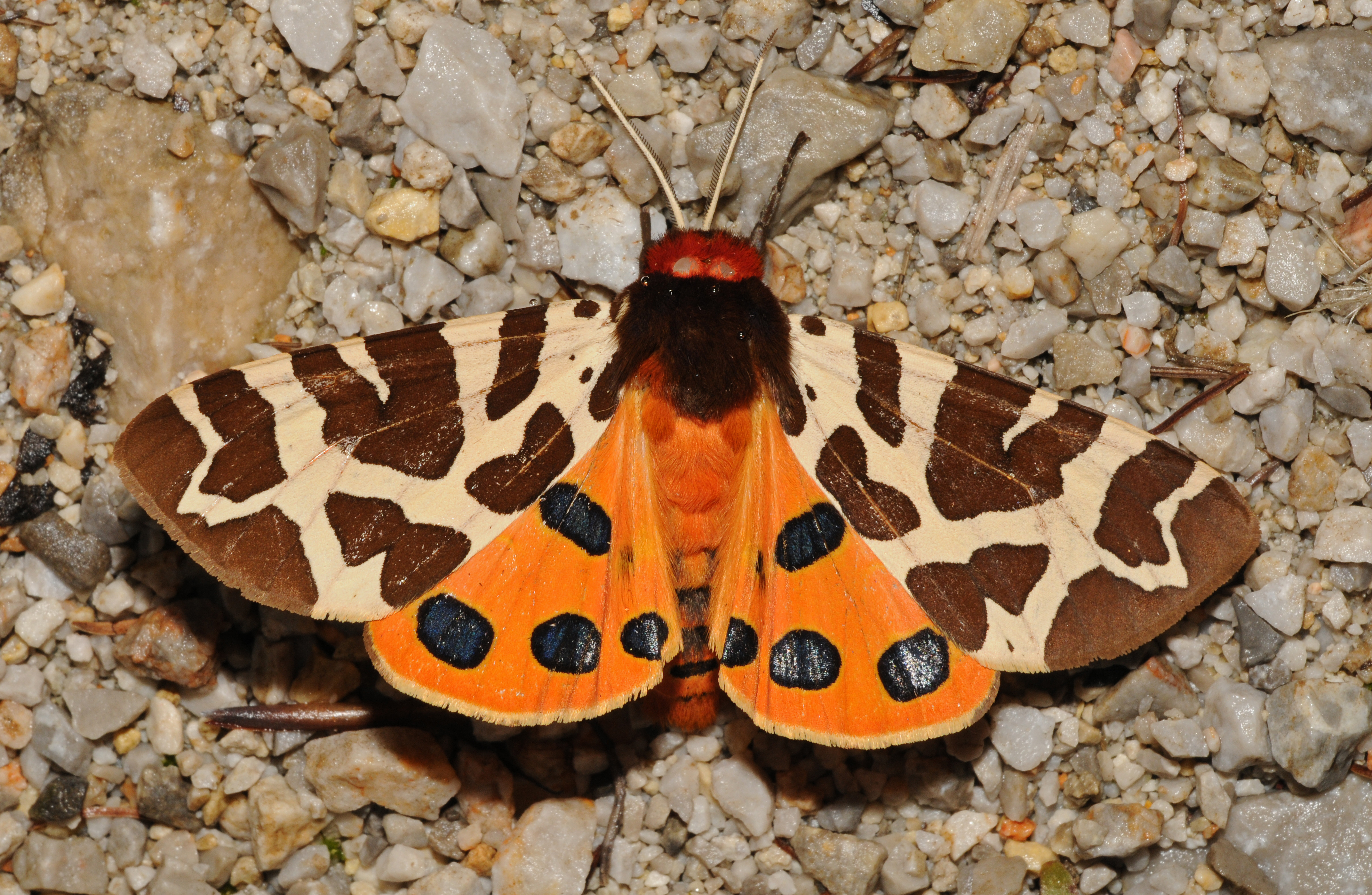
بیشتر پروانه‌ها در روز پرواز می‌کنند و بیشتر شب‌پره‌ها در شب؛ اما بید ببری روزپرواز است.
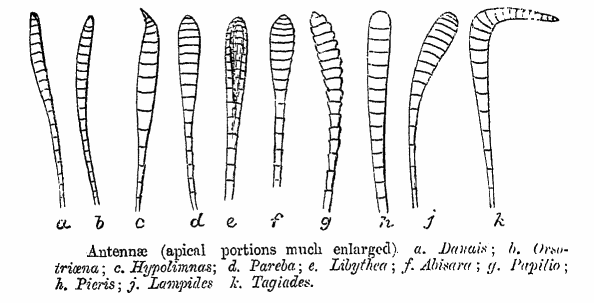
شکل‌های شاخک‌ها در پروانه‌ها، عمدتاً گرزدار، برخلاف شب‌پره‌ها. طراحی سی. تی. بینگهام، ۱۹۰۵

تقریباً همهٔ پروانه‌ها روزفعال هستند، رنگ‌های نسبتاً روشن دارند و هنگام استراحت بال‌های خود را به‌طور عمودی بالای بدنشان نگه می‌دارند؛ این ویژگی‌ها آن‌ها را از بیشتر شب‌پره‌ها متمایز می‌کند، چرا که شب‌پره‌ها معمولاً شب‌پروازند، اغلب به‌طور استتاری رنگ‌آمیزی شده‌اند یا بال‌های خود را صاف روی سطحی که روی آن قرار دارند می‌خوابانند، یا آن‌ها را به‌طور کامل روی بدنشان تا می‌زنند. برخی شب‌پره‌های روزپرواز، مانند بازشاپرک مگس‌مرغی، استثنا بر این قواعد هستند.
لاروهای پروانه یا کرم پیله‌سازها، سری سخت (اسکلروتینه) با آرواره‌های نیرومند دارند که برای بریدن غذای آن‌ها، اغلب برگ‌ها، به‌کار می‌رود. بدن آن‌ها استوانه‌ای است و شکم ده‌بخشی دارند که معمولاً در بندهای ۳ تا ۶ و ۱۰ دارای پایک‌های کوتاه هستند؛ سه جفت پای واقعی روی سینه‌گاه هر کدام پنج‌بخشی‌اند. بسیاری به‌خوبی استتار می‌کنند؛ دیگران هشداردهنده‌اند با رنگ‌های روشن و زوائد خاردار که دارای مواد سمی گرفته‌شده از گیاهان خوراکی‌شان هستند. شفیره یا کریزالیس پروانه، برخلاف شب‌پره‌ها، درون پیله پیچیده نمی‌شود.
بسیاری از پروانه‌ها دوریختی جنسی دارند. بیشتر پروانه‌ها روش گزینش جنسی ZW را نشان می‌دهند، که در آن ماده‌ها دگرگامت (ZW) و نرها همگامت (ZZ) هستند.

### پراکنش و مهاجرت
پروانه‌ها در سراسر جهان به‌جز قطب جنوب پراکنده‌اند و در مجموع حدود ۱۸٬۵۰۰ گونه دارند. از این میان، ۷۷۵ گونه در قلمروی نوشمالگان، ۷٬۷۰۰ گونه در قلمروی نوحاره‌ای، ۱٬۵۷۵ گونه در قلمروی دیرین‌شمالگان، ۳٬۶۵۰ گونه در قلمروی آفریقای حاره‌ای و ۴٬۸۰۰ گونه در مجموع قلمروی هندومالایی و قلمروی استرالزی/قلمروی اقیانوسیه یافت می‌شوند. پروانهٔ شهریار بومی قارهٔ آمریکا است، اما در سدهٔ نوزدهم یا پیش از آن، به سراسر جهان گسترش یافت و اکنون در استرالیا، نیوزیلند، دیگر بخش‌های اقیانوسیه و شبه‌جزیرهٔ ایبری یافت می‌شود. روشن نیست که چگونه پراکنده شده‌اند؛ ممکن است حشرات بالغ با باد جابه‌جا شده باشند یا لاروها و شفیره‌ها به‌طور تصادفی توسط انسان منتقل شده باشند، اما وجود گیاهان میزبان مناسب در محیط جدید، برای استقرار موفق آن‌ها ضرورتی بوده است.

مسیر مهاجرت پروانه شهریار

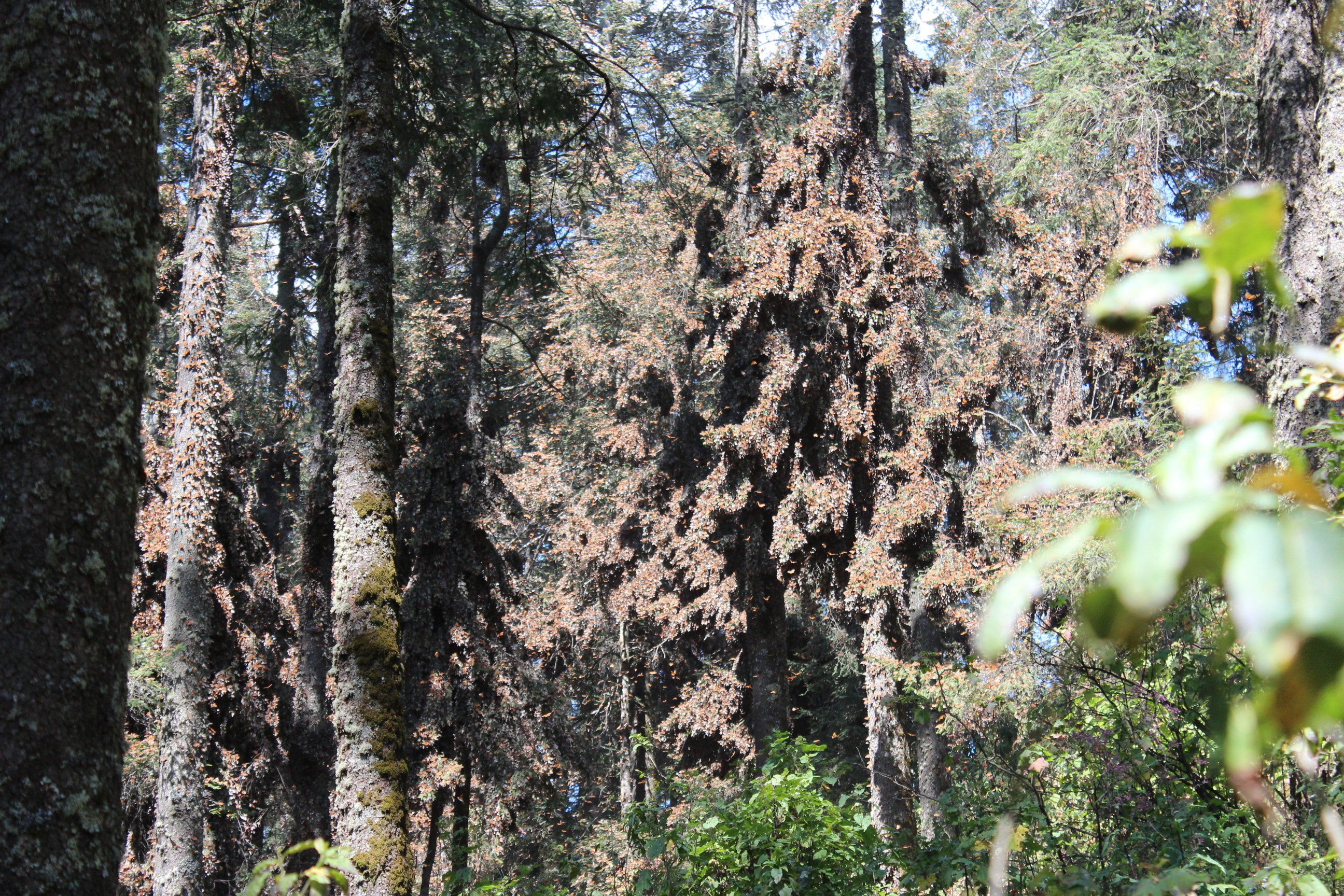
شهریارهای زمستان‌گذران که به‌صورت خوشه‌ای روی درختان نراد آیینی در مکزیک تجمع کرده‌اند.

بسیاری از پروانه‌ها، مانند رنگین‌بانو، پروانهٔ شهریار و چندین گونهٔ شه‌پروانه‌ایان، برای مسافت‌های طولانی مهاجرت می‌کنند. این مهاجرت‌ها در طی چند نسل انجام می‌شوند و هیچ فردی به‌تنهایی کل مسیر را کامل نمی‌کند. جمعیت شرقی آمریکای شمالی پروانهٔ شهریار می‌تواند هزاران مایل به‌سمت جنوب‌غربی تا زیستگاه‌های زمستان‌گذرانی در مکزیک پرواز کند. در بهار مهاجرت بازگشتی رخ می‌دهد. به‌تازگی نشان داده شده است که رنگین‌بانوهای بریتانیا سفری رفت‌وبرگشت به طول ۹٬۰۰۰ مایل (۱۴٬۴۸۴ کیلومتر) را در چند مرحله، توسط حداکثر شش نسل پیاپی، از آفریقای گرمسیری تا دایرهٔ قطب شمال انجام می‌دهند — تقریباً دو برابر طول مهاجرت‌های مشهور پروانهٔ شهریار. مهاجرت‌های چشمگیر و گسترده‌ای که با باد موسمی همراه‌اند در شبه‌جزیرهٔ هند دیده می‌شوند. مهاجرت‌ها در زمان‌های اخیر با استفاده از برچسب‌گذاری بال‌ها و نیز با بهره‌گیری از ایزوتوپ‌های پایدار هیدروژن مطالعه شده‌اند.
پروانه‌ها با استفاده از قطب‌نمای خورشیدی جبران‌شده با زمان جهت‌یابی می‌کنند. آن‌ها قادر به دیدن نور قطبیده هستند و بنابراین حتی در شرایط ابری نیز می‌توانند جهت‌گیری کنند. نور قطبیده در نزدیکی طیف فرابنفش به‌ویژه اهمیت دارد. بسیاری از پروانه‌های مهاجر در نواحی نیمه‌خشک زندگی می‌کنند که فصل‌های زادآوری در آن‌ها کوتاه است. تاریخچهٔ زندگی گیاهان میزبان آن‌ها نیز بر رفتار پروانه‌ها تأثیر می‌گذارد.

### چرخهٔ زندگی

چرخهٔ زندگی پروانهٔ شهریار

پروانه‌ها بسته به گونه، در مرحلهٔ بلوغ می‌توانند از یک هفته تا نزدیک به یک سال زندگی کنند. بسیاری از گونه‌ها دارای مرحلهٔ لاروی طولانی هستند، در حالی‌که برخی دیگر می‌توانند در مراحل خواب‌سپری شفیرگی یا تخم بمانند و از این طریق زمستان را بگذرانند. پروانهٔ ملیسای شمالی (Oeneis melissa) دو بار به صورت کرم پیله‌ساز زمستان‌گذرانی می‌کند. پروانه‌ها ممکن است یک یا چند زادآوری در سال داشته باشند. شمار نسل‌ها در سال از مناطق معتدل تا مناطق گرمسیری متغیر است و مناطق گرمسیری گرایش به چندنَسلی بودن نشان می‌دهند.

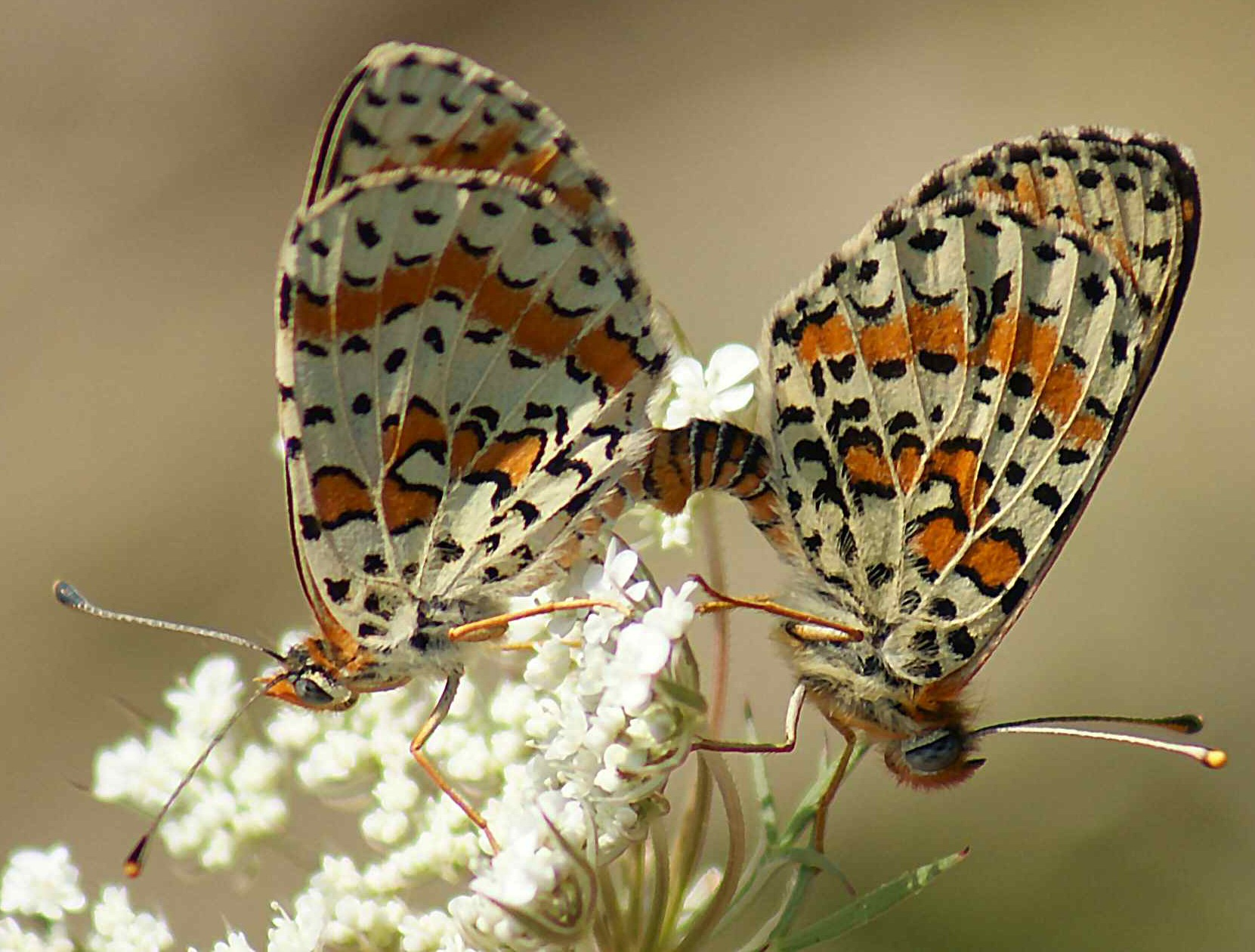
جفت‌گیری نوارقرمزی خال‌دار روی ریشه‌گرزک بزرگ

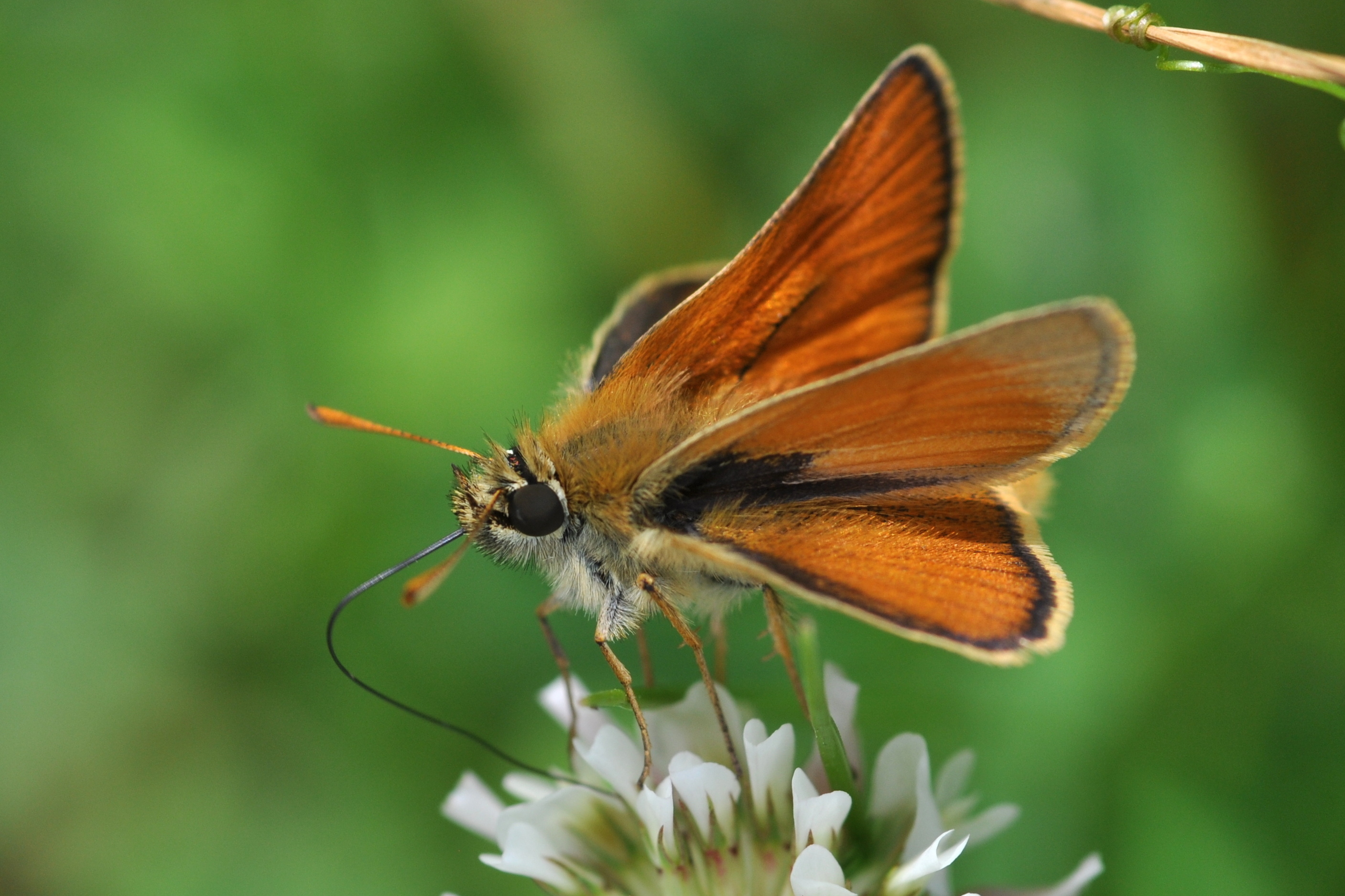
نر گونهٔ اسکپیپر کوچک (Thymelicus sylvestris) دارای «نشان‌های جنسی» آزادکنندهٔ فرومون (خط تیره) در سطح بالایی بال‌های جلویی خود است.

جفت‌خواهی اغلب در هوا انجام می‌شود و معمولاً شامل فرومونها است. سپس پروانه‌ها برای جفت‌گیری روی زمین یا نشیمنگاه فرود می‌آیند. آمیزش به‌صورت دُم‌به‌دُم انجام می‌شود و ممکن است از چند دقیقه تا چند ساعت طول بکشد. سلول‌های فتورسپتور ساده‌ای که در دستگاه تناسلی قرار دارند برای این رفتار و دیگر رفتارهای بزرگسالی اهمیت دارند. نر اسپرماتوفور را به ماده منتقل می‌کند؛ برای کاهش رقابت اسپرم، ممکن است بدن ماده را با بوی خود بپوشاند، یا در برخی گونه‌ها مانند آپولوها دهانهٔ تناسلی او را مسدود کند تا از جفت‌گیری دوباره جلوگیری شود.
بیشینهٔ پروانه‌ها چرخهٔ زندگی چهارمرحله‌ای دارند: تخم، لارو (کرم پیله‌ساز)، شفیره (کریزالیس) و ایماگو (بزرگسال). در سرده‌های کلیاس، اربیا، سپیدهای خال‌خالی و پارناسیوس، شمار اندکی گونه شناخته شده‌اند که به‌طور نیمه‌بکرزایانه تولیدمثل می‌کنند؛ زمانی‌که ماده می‌میرد، لارو نیمه‌تکاملی از شکم او بیرون می‌آید.

#### تخم

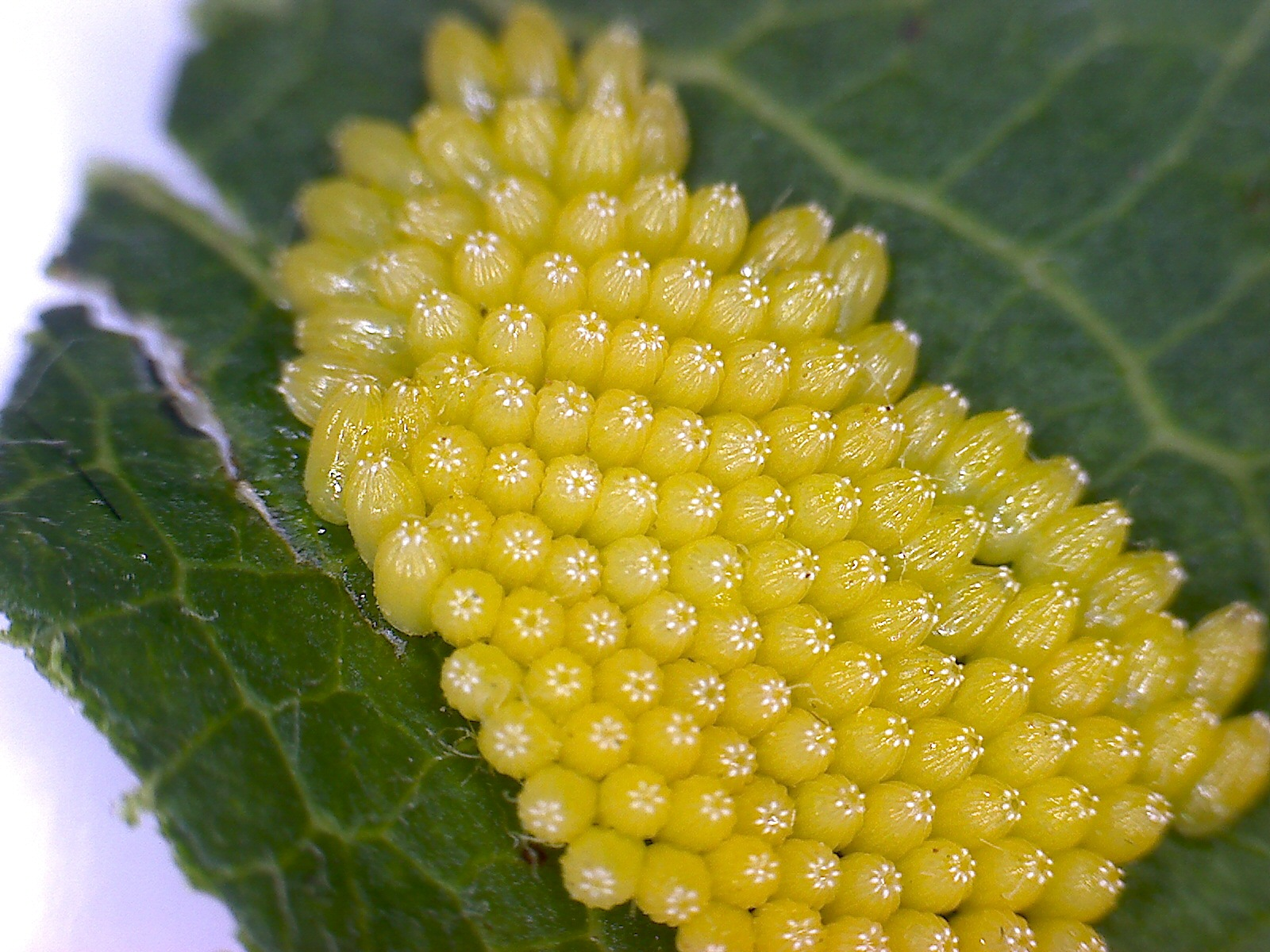
تخم‌های پروانهٔ سفیدرگ‌سیاه (Aporia crataegi) روی برگ سیب

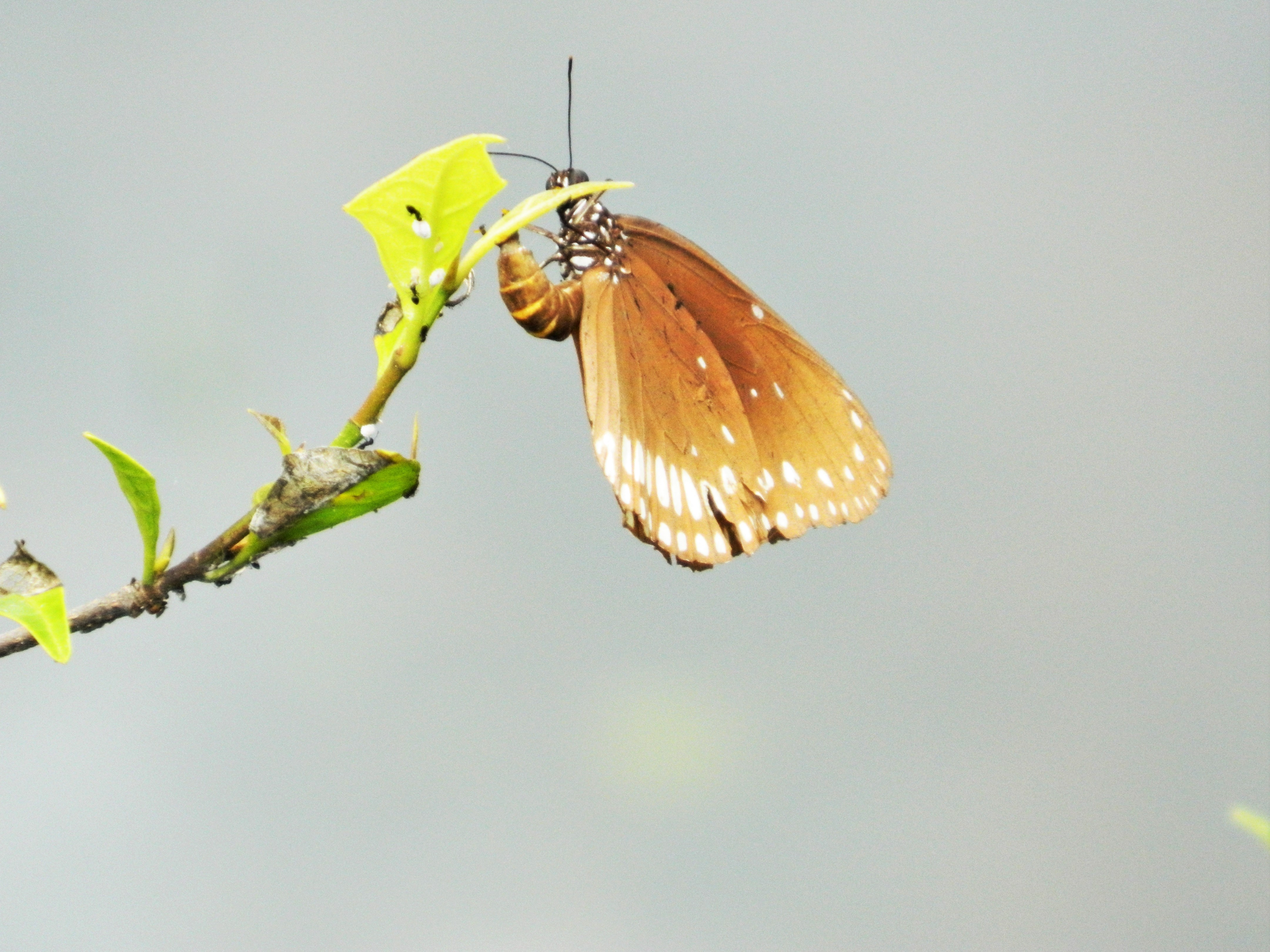
پروانه‌ای از سردهٔ Euploea در حال گذاشتن تخم در زیر برگ

تخم‌های پروانه توسط لایهٔ بیرونی سخت و شیارداری به‌نام کوریون محافظت می‌شوند. این لایه با پوشش نازکی از موم پوشیده شده است که از خشک‌شدن تخم پیش از آن‌که لارو فرصت تکامل کامل پیدا کند جلوگیری می‌کند. هر تخم دارای تعدادی منفذ قیفی‌شکل بسیار ریز در یک انتها است که میکروپیل نام دارند؛ کارکرد این منافذ اجازه‌دادن به ورود اسپرم برای بارور کردن تخم است. تخم‌های پروانه‌ها در اندازه و شکل میان گونه‌ها بسیار متفاوت‌اند، اما معمولاً ایستاده و با طرح‌های ظریف هستند. برخی گونه‌ها تخم‌های خود را به‌صورت تکی می‌گذارند و برخی دیگر به‌صورت گروهی. بسیاری از ماده‌ها میان صد تا دویست تخم تولید می‌کنند.
تخم‌های پروانه با نوعی چسب ویژه به برگ متصل می‌شوند که به‌سرعت سخت می‌شود. هنگام سخت‌شدن منقبض می‌شود و شکل تخم را دگرگون می‌کند. این چسب به‌روشنی در اطراف پایهٔ هر تخم دیده می‌شود و منیسک ایجاد می‌کند. ماهیت این چسب به صورت مختصر بررسی شده است، اما در مورد سفید بزرگ کلم، این ماده به‌صورت ترشح دانه‌دانهٔ زرد کم‌رنگی آغاز می‌شود که پروتئین‌های اسیددوست دارد. این ترشح چسبناک است و هنگام تماس با هوا تیره می‌شود و به ماده‌ای لاستیک‌مانند و نامحلول در آب تبدیل می‌شود که به‌سرعت سفت می‌گردد. پروانه‌های سردهٔ Agathymus تخم‌های خود را به برگ نمی‌چسبانند؛ بلکه تخم‌های تازه‌گذاشته‌شده به پای گیاه می‌افتند.
تخم‌ها تقریباً همیشه روی گیاهان گذاشته می‌شوند. هر گونهٔ پروانه دامنهٔ گیاهان میزبان ویژهٔ خود را دارد و در حالی‌که برخی گونه‌های پروانه محدود به تنها یک گونهٔ گیاهی هستند، برخی دیگر از طیفی از گونه‌های گیاهی استفاده می‌کنند که اغلب شامل اعضای یک تیرهٔ رایج‌اند. در برخی گونه‌ها، مانند نوارقرمزی خال‌دار بزرگ، تخم‌ها در نزدیکی، اما نه روی گیاه خوراکی گذاشته می‌شوند. این امر احتمالاً زمانی رخ می‌دهد که تخم پیش از خروج از آن زمستان‌گذرانی کند و جایی‌که گیاه میزبان در زمستان برگ‌هایش را از دست می‌دهد؛ همانند بنفشه در این نمونه.
مرحلهٔ تخم در بیشتر پروانه‌ها چند هفته به‌طول می‌انجامد، اما تخم‌هایی که نزدیک زمستان گذاشته می‌شوند، به‌ویژه در نواحی معتدل، وارد مرحلهٔ میان‌آسایی (استراحت) می‌شوند و خروج لارو ممکن است تنها در بهار رخ دهد. برخی پروانه‌های نواحی معتدل، مانند پروانهٔ بالاپوش‌دار، تخم‌های خود را در بهار می‌گذارند و آن‌ها در تابستان از تخم بیرون می‌آیند.

#### لارو کرمینی

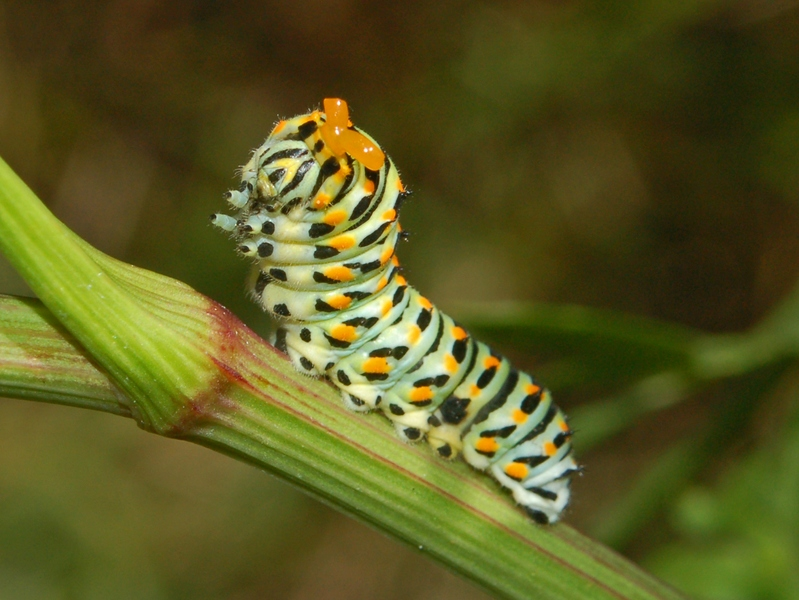
کرمین هشداردهندهٔ دم‌چلچله‌ای جهان قدیم در حالت تهدید

لاروهای پروانه یا همان کرمین‌ها، برگ گیاهان را مصرف می‌کنند و تقریباً تمام وقت خود را صرف جستجو و خوردن غذا می‌نمایند. گرچه بیشتر کرمین‌ها گیاه‌خوار هستند، چند گونه نیز شکارگر به‌شمار می‌روند: اسپالجیس اپیوس از شپشکها تغذیه می‌کند، در حالی که لیسینیدهایی مانند پروانهٔ شاپرکی مورچه‌دوست بوده و از لارو مورچه‌ها تغذیه می‌کنند.

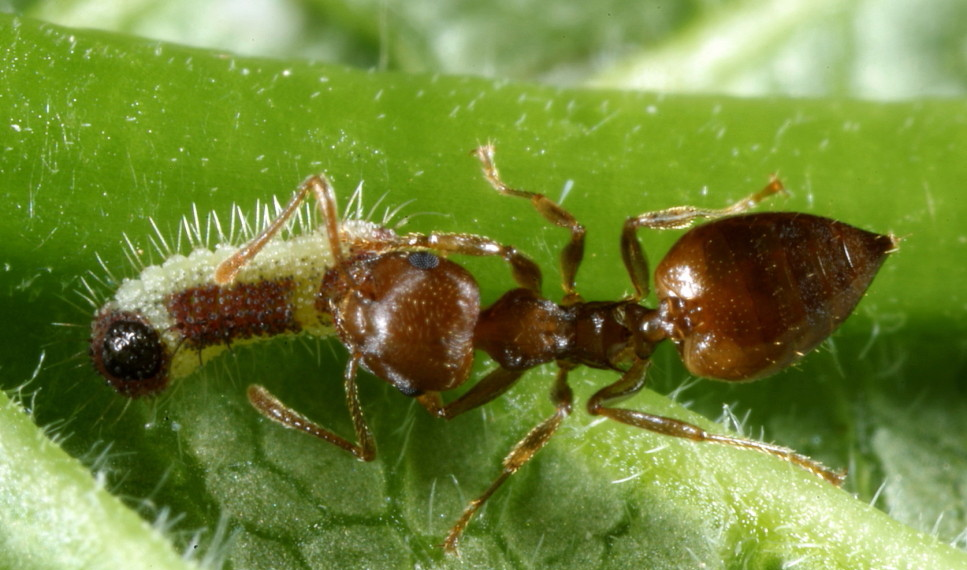
همزیستی دوسویه: مورچه در حال مراقبت از یک کرمین گرگ‌پروانگان، Catapaecilma major

برخی لاروها، به‌ویژه لاروهای گرگ‌پروانگان، با مورچه‌ها رابطهٔ همزیستی برقرار می‌کنند. آن‌ها با مورچه‌ها از طریق ارتعاشاتی که از راه بستر منتقل می‌شود و همچنین با استفاده از سیگنال‌های شیمیایی ارتباط برقرار می‌کنند. مورچه‌ها تا حدی از این لاروها محافظت می‌کنند و در عوض از ترشحات عسلک بهره‌مند می‌شوند. کرمین نیلی بزرگ مورچه‌های میرمیکا را فریب می‌دهد تا او را به کلنی مورچه ببرند، جایی که به‌طور انگلی از تخم‌ها و لاروهای مورچه‌ها تغذیه می‌کند.

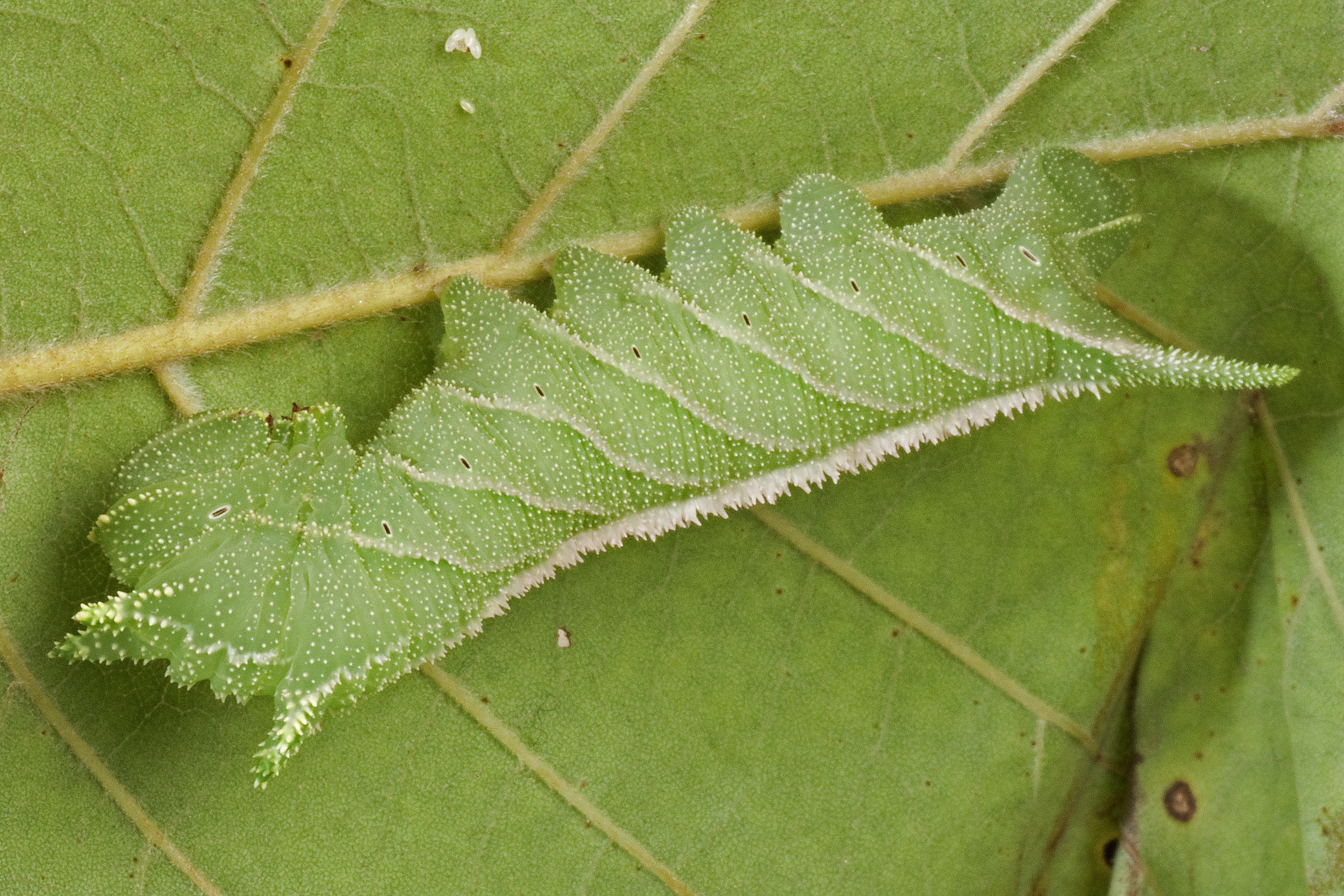
استتاری ضدسایه‌شده کرمین یک پروانهٔ شاه‌پرک‌شب، Ceratomia amyntor

کرمین‌ها از خلال مجموعه‌ای از مراحل رشدی به نام سن لاروی بالغ می‌شوند. در نزدیکی پایان هر مرحله، لارو فرایندی به نام اپولیزیس را طی می‌کند که با آزادسازی مجموعه‌ای از نوروهورمون‌ها میانجی‌گری می‌شود. در این مرحله، پوستک، لایهٔ بیرونی سختی که از ترکیبی از کیتین و پروتئینهای ویژه ساخته شده، از اپیدرم نرم‌تر زیرین جدا می‌شود و اپیدرم شروع به تشکیل یک پوستک تازه می‌کند. در پایان هر سن لاروی، لارو پوست می‌اندازد، پوستک قدیمی می‌شکافد و پوستک جدید گسترش یافته، به‌سرعت سخت می‌شود و رنگ‌دانه می‌گیرد.
کرمین‌ها شاخک‌های کوتاه و چندین چشم ساده دارند. دستگاه دهانی آن‌ها برای جویدن سازگار شده است و شامل آرواره‌های نیرومند و یک جفت ماگزیلاست که هرکدام یک پَـلپ بندبند دارند. در کنار آن‌ها، لیبیوم-هیپوفارنکس قرار دارد که درون خود یک رشته‌ساز لوله‌ای دارد که می‌تواند ابریشم ترشح کند. کرمین‌هایی همچون گونه‌های سردهٔ Calpodes (تیرهٔ بادبزن‌پروانگان) دارای سامانهٔ نایی ویژه‌ای در بند هشتم بدن هستند که مانند یک شُش ابتدایی عمل می‌کند. کرمین‌های پروانه دارای سه جفت پای واقعی در بخش‌های سینه‌ای و تا شش جفت پاچه در بخش‌های شکمی هستند. این پاچه‌ها دارای حلقه‌هایی از قلابچه‌های ریز موسوم به کروشه هستند که به‌صورت هیدرواستاتیکی درگیر می‌شوند و به کرمین کمک می‌کنند تا بستر را محکم بگیرد. اپیدرم دارای دسته‌هایی از مژکچه است که جایگاه و شمار آن‌ها در شناسایی گونه‌ها سودمند است. همچنین تزییناتی به‌شکل مو، برآمدگی‌های زگیل‌مانند، زائده‌های شاخ‌مانند و خارها دیده می‌شود. درون بدن، بیشتر حفرهٔ اصلی به روده اختصاص یافته اما ممکن است غده‌های بزرگ ابریشم و غده‌های ویژه‌ای که مواد ناخوشایند یا سمی ترشح می‌کنند نیز وجود داشته باشد. بال‌های در حال رشد در سنین لاروی پایانی پدیدار می‌شوند و غدهٔ جنسی از همان مرحلهٔ تخم آغاز به رشد می‌کند.

#### شفیره

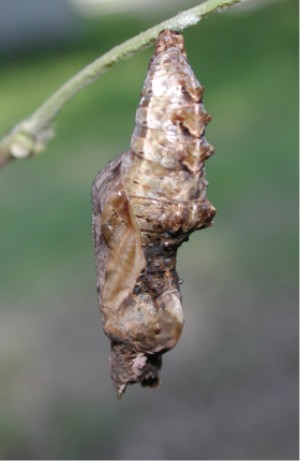
شفیره فریتری خلیج

زمانی که لارو به‌طور کامل رشد می‌کند، هورمون‌هایی مانند هورمون پروتوراسیکوتروپیک (PTTH) تولید می‌شوند. در این مرحله لارو تغذیه را متوقف کرده و آغاز به «پرسه‌زنی» برای یافتن مکانی مناسب برای شفیره‌شدن می‌کند، که اغلب زیر یک برگ یا جایگاه‌های پنهان دیگر است. در آنجا دکمه‌ای ابریشمی می‌تند که بدن خود را به سطح می‌چسباند و آخرین بار پوست می‌اندازد. در حالی که برخی کرمین‌ها یک پیله ابریشمی برای حفاظت از شفیره می‌تنند، بیشتر گونه‌ها این کار را نمی‌کنند. شفیرهٔ بدون پیله که اغلب «کریسالیس» نامیده می‌شود، معمولاً به‌صورت وارونه از کرمستر، یعنی بالشتک خارداری در انتهای عقبی بدن، آویزان است، اما در برخی گونه‌ها کمربند ابریشمی‌ای برای نگاه‌داشتن شفیره در حالت سر به بالا تنیده می‌شود. بیشتر بافت‌ها و یاخته‌های لارو درون شفیره تجزیه می‌شوند و مواد سازندهٔ آن دوباره در ایماگو بازسازی می‌گردند. ساختار حشرهٔ در حال دگرگونی از بیرون قابل مشاهده است، بال‌ها به‌صورت تخت بر روی سطح شکمی تا شده‌اند و دو نیمهٔ خرطوم همراه با شاخک‌ها و پاها میان آن‌ها دیده می‌شوند.
دگرگونی شفیره به پروانه از طریق دگردیسی همواره برای انسان جذاب بوده است. برای آن‌که بال‌های کوچکِ قابل مشاهده بر سطح بیرونی شفیره به ساختارهای بزرگی تبدیل شوند که برای پرواز به‌کار روند، بال‌های شفیرگی دچار میتوز سریع شده و مقدار زیادی مواد غذایی جذب می‌کنند. اگر یکی از بال‌ها در مراحل ابتدایی به‌طور جراحی برداشته شود، سه بال دیگر به اندازه‌ای بزرگ‌تر رشد خواهند کرد. درون شفیره، بال ساختاری را تشکیل می‌دهد که هنگام رشد از بالا به پایین فشرده و از بخش نزدیک به بدن تا انتها تاخورده می‌شود، به‌طوری‌که بتواند به‌سرعت به اندازهٔ کامل بالغ خود باز شود. چندین مرز که در الگوی رنگی حشرهٔ بالغ دیده می‌شوند، با تغییر در بیان فاکتورهای رونویسی ویژه در مراحل ابتدایی شفیره مشخص می‌گردند.

#### بزرگ‌سال

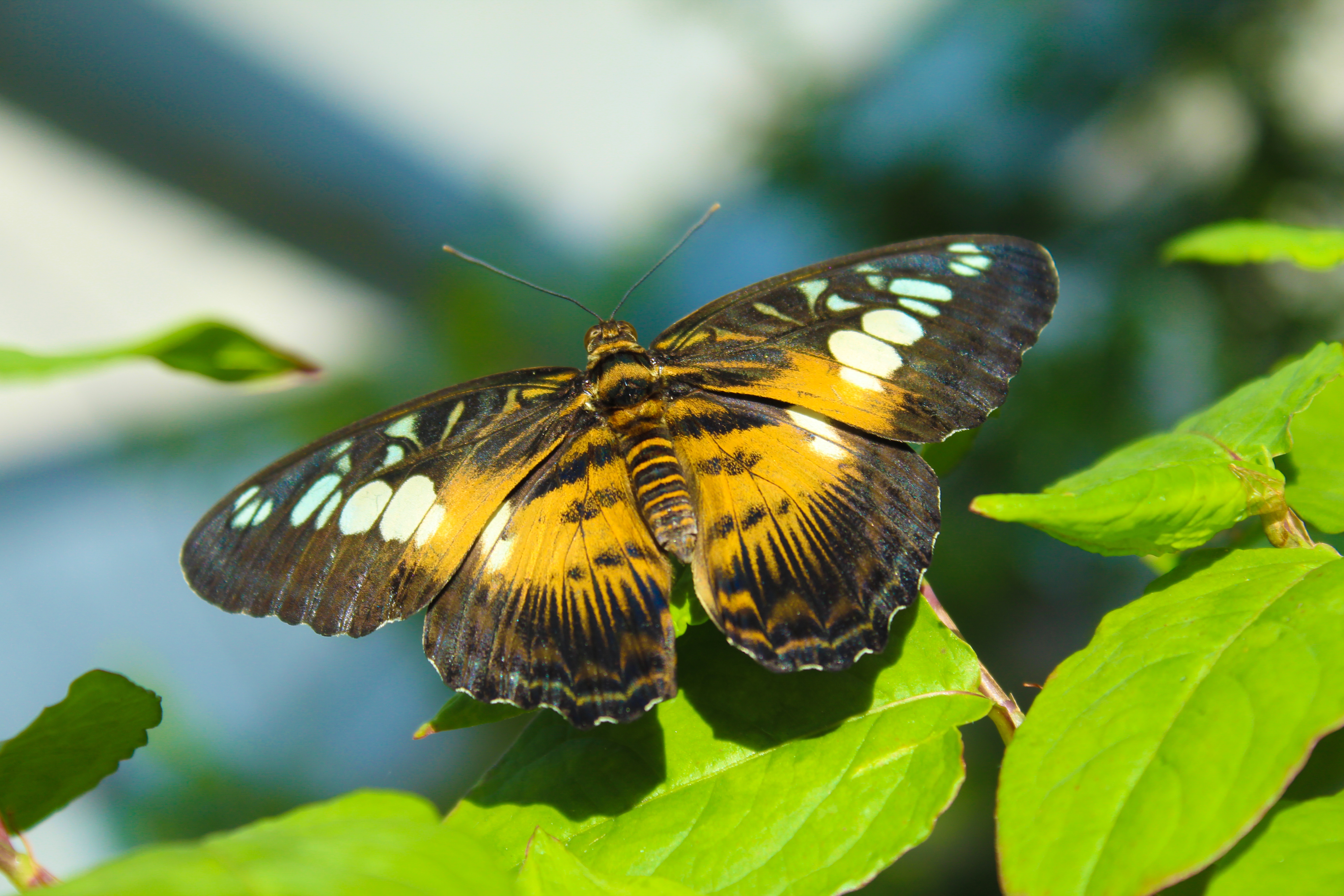
یک پروانهٔ بالغ Parthenos sylvia

مرحلهٔ تولیدمثلی حشره، بالغ بالدار یا ایماگو است. سطح بدن پروانه‌ها و شب‌پره‌ها پوشیده از پولک‌هایی است که هر یک برآمدگی‌ای از یک یاختهٔ پوششی منفردند. سر کوچک است و تحت سلطهٔ دو چشم مرکب بزرگ قرار دارد. این چشم‌ها قادرند شکل گل‌ها یا حرکت را تشخیص دهند، اما توانایی دید واضح اشیای دور را ندارند. درک رنگ در پروانه‌ها خوب است، به‌ویژه در برخی گونه‌ها در محدودهٔ آبی/بنفش. شاخکها از بخش‌های متعددی تشکیل شده‌اند و در انتها گرزی‌شکل‌اند (برخلاف شب‌پره‌ها که شاخک‌هایی باریک یا پرمانند دارند). گیرنده‌های حسی در نوک شاخک‌ها متمرکزند و می‌توانند بوها را تشخیص دهند. گیرنده‌های چشایی بر روی آرواره‌ها و پاها قرار دارند. دستگاه دهانی برای مکیدن سازگار شده است و فک پایین معمولاً کوچک یا ناپدید شده است. فک بالایی نخست کشیده شده و به خرطومی لوله‌ای تبدیل شده است که در حالت استراحت پیچیده و هنگام تغذیه باز می‌شود. فک‌های بالایی و پایینی دارای کنگاشک‌هایی هستند که به‌عنوان اندام‌های حسی عمل می‌کنند. برخی گونه‌ها خرطوم یا کنگاشک‌های فکی کاهش‌یافته دارند و در مرحلهٔ بلوغ تغذیه نمی‌کنند.
بسیاری از پروانه‌های هلیکونیوس از خرطوم خود برای تغذیه از گرده نیز استفاده می‌کنند؛ در این گونه‌ها تنها ۲۰٪ از اسیدهای آمینهٔ مورد استفاده در تولیدمثل از تغذیهٔ لاروی تأمین می‌شود، که به آن‌ها امکان می‌دهد به‌عنوان کرم پروانه سریع‌تر رشد کنند و در مرحلهٔ بلوغ چندین ماه عمر داشته باشند.
سینهٔ پروانه به‌طور کامل به حرکت اختصاص دارد. هر یک از سه بند سینه دارای دو پا است (در دوشیزه‌پروانگان، جفت نخست کوچک شده و حشره تنها بر چهار پا راه می‌رود). بند دوم و سوم سینه بال‌ها را حمل می‌کنند. لبه‌های جلویی بال‌های پیشین دارای رگبال‌های ضخیمی هستند که آن‌ها را تقویت می‌کند، و بال‌های عقبی کوچک‌تر و گردتر بوده و رگبال‌های تقویتی کمتری دارند. بال‌های پیشین و عقبی به هم قلاب نشده‌اند (برخلاف شب‌پره‌ها)، اما به‌وسیلهٔ اصطکاک بخش‌های همپوشان با هم هماهنگ می‌شوند. دو بند جلویی دارای یک جفت روزنک هستند که در تنفس به‌کار می‌روند.
شکم از ده بند تشکیل شده و روده و اندام‌های جنسی را در بر می‌گیرد. هشت بند نخست دارای روزنک هستند و بند انتهایی برای تولیدمثل دگرگون شده است. نر دارای یک جفت اندام چنگکی است که به ساختاری حلقه‌ای متصل‌اند و در جریان جفت‌گیری، ساختاری لوله‌ای بیرون زده و وارد مهبل ماده می‌شود. در ماده اسپرماتوفوری رسوب می‌یابد و سپس اسپرم‌ها به محفظهٔ منی منتقل شده و برای استفادهٔ بعدی ذخیره می‌شوند. در هر دو جنس، دستگاه تناسلی با خارها، دندانک‌ها، پولک‌ها و موهای سفتی آراسته شده است که از جفت‌گیری پروانه با حشره‌ای از گونهٔ دیگر جلوگیری می‌کند. پس از خروج از مرحلهٔ شفیرگی، پروانه نمی‌تواند پرواز کند تا زمانی که بال‌ها باز شوند. پروانهٔ تازه‌بالیده باید مدتی را صرف بادکردن بال‌هایش با همولنف و خشک‌کردن آن‌ها کند که در این زمان به‌شدت در برابر شکارچیان آسیب‌پذیر است.

#### شکل‌گیری الگو
نقش‌ونگارهای رنگارنگ روی بسیاری از بال‌های پروانه به شکارچیان احتمالی هشدار می‌دهد که آن‌ها سمی هستند؛ بنابراین، بنیان ژنتیکی الگوسازی بال می‌تواند هم فرگشت پروانه‌ها و هم زیست‌شناسی رشد آن‌ها را روشن کند. رنگ بال‌های پروانه از ساختارهای بسیار کوچکی به‌نام پولک به‌دست می‌آید که هرکدام رنگدانه‌های ویژهٔ خود را دارند. در پروانه‌های Heliconius سه نوع پولک وجود دارد: پولک‌های زرد/سفید، سیاه و قرمز/نارنجی/قهوه‌ای. برخی سازوکارهای الگوسازی بال اکنون با بهره‌گیری از روش‌های ژنتیکی در دست بررسی هستند. برای نمونه، ژنی به‌نام کُرتکس رنگ پولک‌ها را تعیین می‌کند: حذف این ژن، پولک‌های سیاه و قرمز را به زرد تبدیل می‌کند. جهش‌ها، مانند درج ترانسپوزون‌ها در دی‌ان‌ای بی‌رمز پیرامون ژن کرتکس، می‌توانند پروانه‌ای با بال‌های سیاه را به پروانه‌ای با نوار زرد در بال بدل کنند.

### جفت‌گیری
وقتی پروانهٔ Bicyclus anynana در آزمایشگاه چندین‌بار دچار درون‌آمیزی می‌شود، کاهش چشمگیری در تفریخ تخم‌ها رخ می‌دهد. این افسردگی خویش‌آمیزی شدید احتمالاً به‌دلیل آهنگ جهش نسبتاً بالای الل‌های مغلوب با اثرات زیان‌بار فراوان و رخدادهای نادر خویش‌آمیزی در طبیعت است که ممکن است در شرایط طبیعی چنین جهش‌هایی پالایش شوند. اگرچه B. anynana در شرایط درون‌آمیزی اجباری در آزمایشگاه دچار افسردگی خویش‌آمیزی می‌شود، در صورتی‌که اجازهٔ جفت‌گیری آزاد داشته باشد در طی چند نسل بهبود می‌یابد. در طی انتخاب جفت، ماده‌های بالغ به‌طور ذاتی از هم‌خونی اجتناب نمی‌کنند و حتی نمی‌آموزند که از خواهر و برادر خود پرهیز کنند، که این امر نشان می‌دهد چنین شناسایی‌ای احتمالاً برای برازندگی تولیدمثلی حیاتی نیست. درون‌آمیزی ممکن است در B. anynana ادامه یابد زیرا احتمال برخورد با خویشاوندان نزدیک در طبیعت اندک است؛ یعنی بوم‌شناسی حرکت می‌تواند اثرات زیان‌بار درون‌آمیزی را پنهان کند و در نتیجه فشار انتخاب برای رفتارهای فعال اجتناب از درون‌آمیزی کاهش یابد.

### رفتار

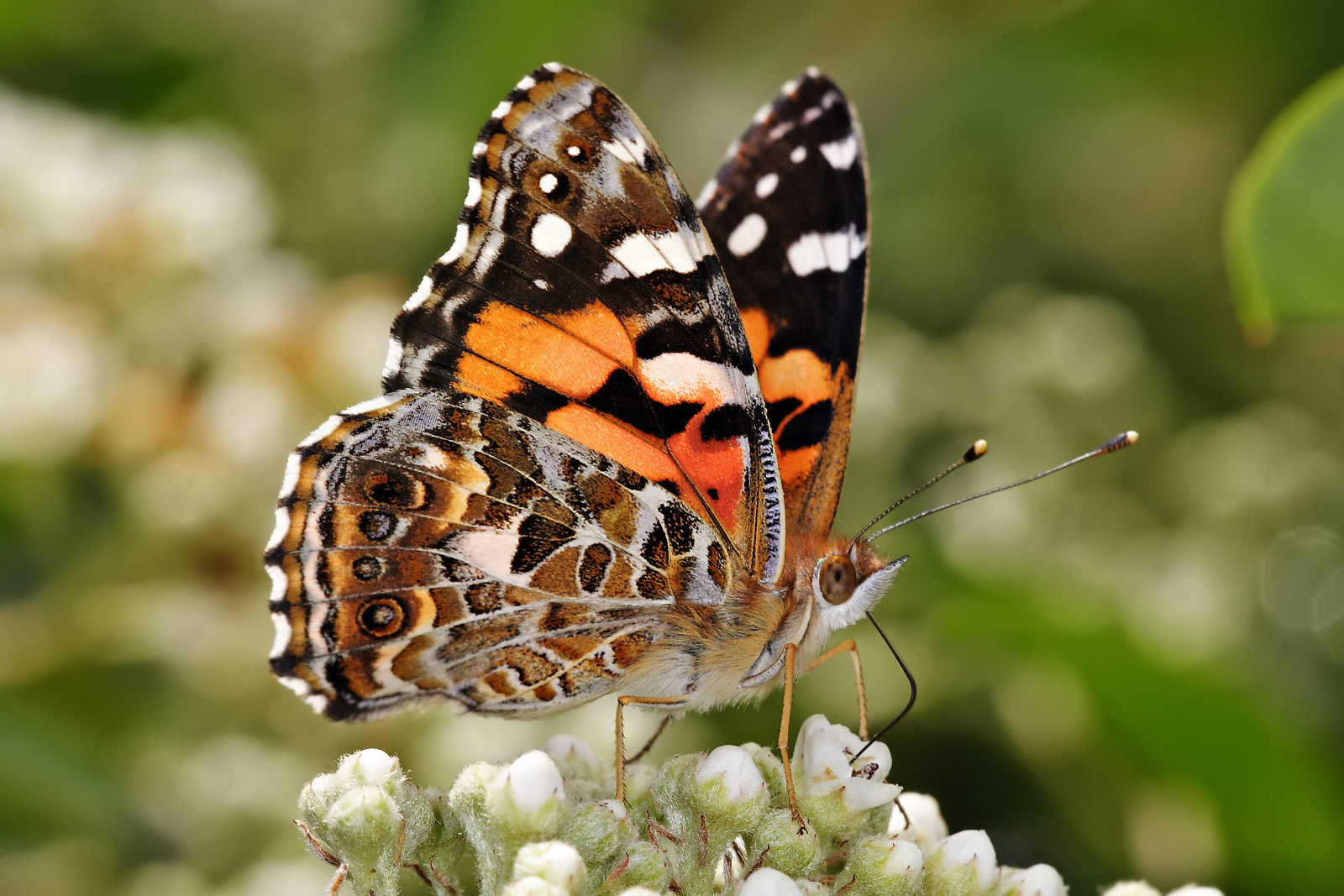
یک بانوی نقاشی‌شدهٔ استرالیایی که از یک بوتهٔ گل‌دار تغذیه می‌کند

پروانه‌ها عمدتاً از شهد گل‌ها تغذیه می‌کنند. برخی نیز از گرده، شیرهٔ درخت، میوهٔ در حال پوسیدن، کود حیوانی، گوشت در حال تجزیه، و مواد معدنی حل‌شده در ماسه یا خاکِ خیس تغذیه می‌کنند. پروانه‌ها برای برخی گونه‌های گیاهی گرده‌افشان‌های مهمی به‌شمار می‌روند. به‌طور کلی، آن‌ها به اندازهٔ زنبورهای عسل بار گرده حمل نمی‌کنند، اما قادرند گرده را در مسافت‌های بیشتری جابه‌جا کنند. پایداری گل دست‌کم برای یک گونه از پروانه مشاهده شده است.
پروانه‌های بالغ تنها مایعات مصرف می‌کنند که از طریق خرطوم وارد می‌شوند. آن‌ها برای تأمین آب از لکه‌های مرطوب آب می‌نوشند و از شهد گل‌ها تغذیه می‌کنند که از آن قند برای انرژی و سدیم و دیگر مواد معدنی لازم برای تولیدمثل به‌دست می‌آورند. چندین گونه از پروانه‌ها بیش از آنچه شهد فراهم می‌کند به سدیم نیاز دارند و جذب نمک می‌شوند؛ گاهی آن‌ها روی انسان می‌نشینند زیرا به نمک موجود در عرق انسان جذب می‌شوند. برخی پروانه‌ها همچنین به کود حیوانی سر می‌زنند و برای به‌دست آوردن مواد معدنی و مواد مغذی از میوه‌های در حال پوسیدن یا لاشه‌ها تغذیه می‌کنند. در بسیاری از گونه‌ها، این رفتار گل‌ورزی به نرها محدود است و پژوهش‌ها نشان داده‌اند که مواد مغذی گردآوری‌شده ممکن است همراه با هدیهٔ عروسی و اسپرماتوفور در طول جفت‌گیری به ماده منتقل شود.
در تپه‌روی، نرهای برخی گونه‌ها به قله‌ها و خط‌الرأس‌ها می‌روند و آنجا را برای یافتن ماده‌ها گشت می‌زنند. از آن‌جا که این رفتار معمولاً در گونه‌هایی با تراکم جمعیتی کم رخ می‌دهد، چنین فرض می‌شود که این نقاط جغرافیایی به‌عنوان محل‌های دیدار برای یافتن جفت به‌کار می‌روند.
پروانه‌ها از شاخک‌های خود برای حس‌کردن باد و بو در هوا استفاده می‌کنند. شاخک‌ها در شکل‌ها و رنگ‌های گوناگون دیده می‌شوند؛ تندپروانگان دارای زاویهٔ نوک‌تیز یا قلاب‌مانندی در شاخک‌ها هستند، در حالی‌که بیشتر خانواده‌های دیگر شاخک‌های گرزدار دارند. شاخک‌ها به‌طور غنی با اندام‌های حسی به‌نام سنسلا پوشیده شده‌اند. حس چشایی پروانه با کموگیرنده‌هایی که روی پاها (تارسوس) قرار دارند هماهنگ می‌شود؛ این گیرنده‌ها تنها در تماس مستقیم کار می‌کنند و برای تعیین این‌که آیا نوزادان حشرهٔ تخم‌گذار قادر به تغذیه از یک برگ خواهند بود یا نه، پیش از تخم‌گذاری استفاده می‌شوند. بسیاری از پروانه‌ها از سیگنال‌های شیمیایی یعنی فرومون‌ها استفاده می‌کنند؛ برخی دارای پولک‌های بویایی ویژه (androconia) یا ساختارهای دیگری چون coremata یا «مدادهای مویی» در دانایان هستند. بینایی در پروانه‌ها به‌خوبی تکامل یافته و بیشتر گونه‌ها به طیف فرا بنفش حساس هستند. بسیاری از گونه‌ها در نقش‌های بازتابی فرابنفش لکه‌ها دو شکل‌زی جنسی نشان می‌دهند. دید رنگی ممکن است در میان پروانه‌ها گسترده باشد، اما تنها در چند گونه به‌طور تجربی نشان داده شده است. برخی پروانه‌ها اندام شنوایی دارند و برخی گونه‌ها صداهای جیرجیرکننده و کلیک‌مانند تولید می‌کنند.

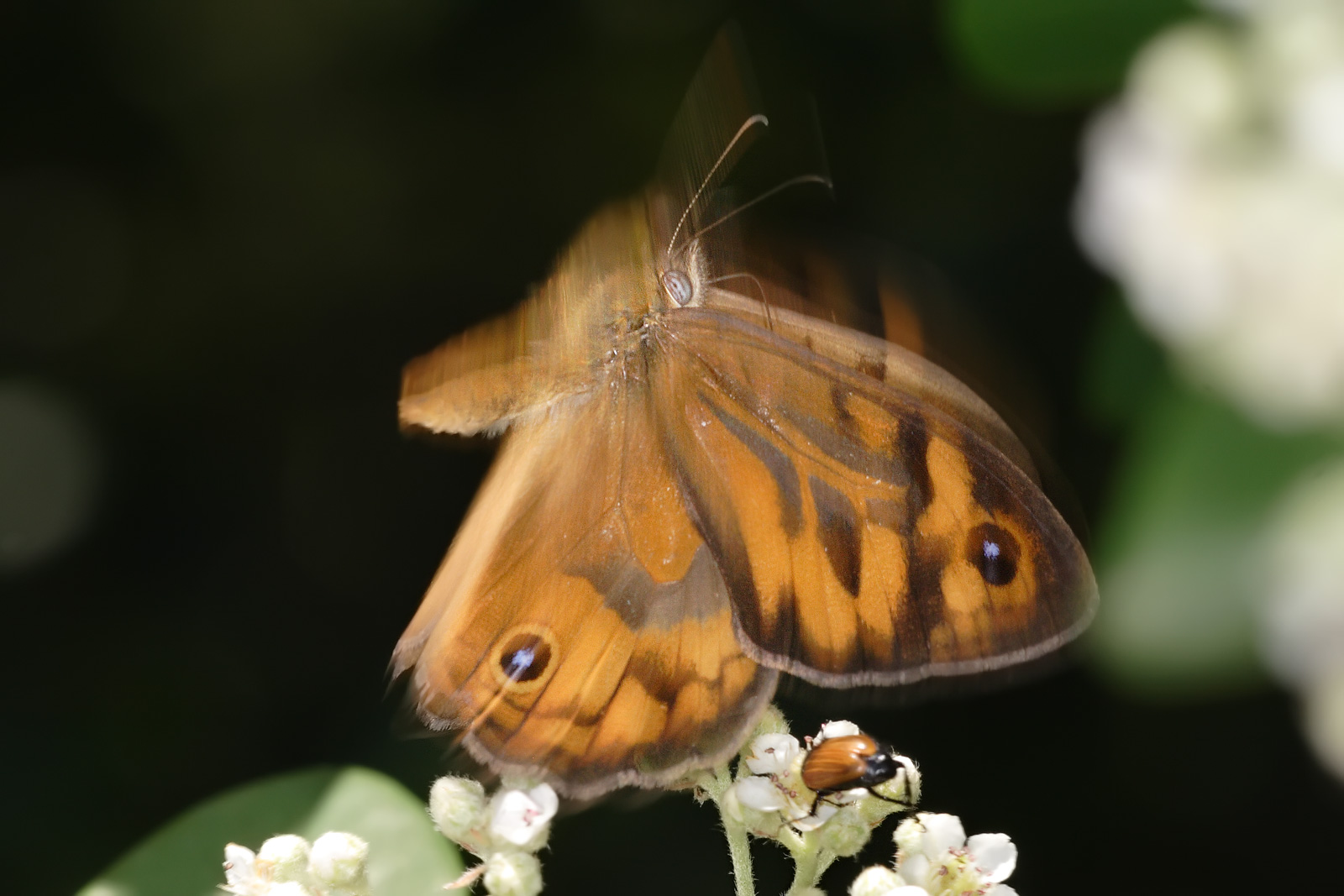
Heteronympha merope در حال پرواز

بسیاری از گونه‌های پروانه‌ها قلمرو خود را حفظ کرده و به‌طور فعال دیگر گونه‌ها یا افراد مزاحم را تعقیب می‌کنند. برخی گونه‌ها در جایگاه‌های خاصی آفتاب می‌گیرند یا می‌نشینند. سبک‌های پرواز پروانه‌ها اغلب ویژگی‌مند است و برخی گونه‌ها نمایش‌های پروازی خواستگاری دارند. پروانه‌ها تنها زمانی می‌توانند پرواز کنند که دمای بدنشان بالاتر از ۲۷ درجه سلسیوس (۸۱ درجه فارنهایت) باشد؛ هنگامی‌که هوا خنک است، می‌توانند خود را طوری قرار دهند که سطح زیرین بال‌ها در معرض نور خورشید قرار گیرد تا بدنشان گرم شود. اگر دمای بدنشان به ۴۰ درجه سلسیوس (۱۰۴ درجه فارنهایت) برسد، می‌توانند خود را با بال‌های تاخورده و به‌صورت لبه‌ای نسبت به خورشید قرار دهند. آفتاب‌گیری فعالیتی است که بیشتر در ساعات خنک صبح رایج است. برخی گونه‌ها بال‌های تیره در پایه دارند که به جذب بیشتر گرما کمک می‌کند و این ویژگی به‌ویژه در گونه‌های کوهستانی آشکار است.
همانند بسیاری از حشره‌ها، برا تولیدشده به‌وسیلهٔ پروانه‌ها بیش از آن چیزی است که با آیرودینامیک پایدار و غیرانتقالی قابل توضیح باشد. پژوهش‌هایی با استفاده از دریاسالار سرخ در یک تونل باد نشان داده‌اند که آن‌ها از طیف گسترده‌ای از سازوکارهای آیرودینامیکی برای تولید نیرو بهره می‌برند. این موارد شامل بال، تاوه در لبهٔ بال، سازوکارهای چرخشی و سازوکار «کف‌زدن و پرتاب‌کردن» ویس-فو است. پروانه‌ها می‌توانند به‌سرعت از یک شیوه به شیوهٔ دیگر تغییر دهند.

### بوم‌شناسی

#### انگل‌واره‌ها، شکارچی‌ها و پاتوژن‌ها

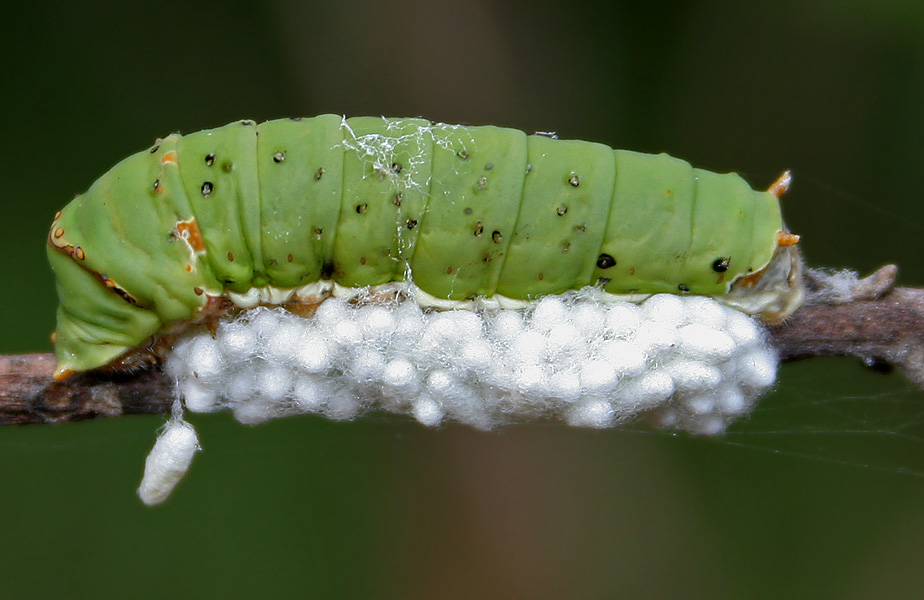
براکونید انگل‌واره زنبور (گونهٔ Apanteles) با پیله‌های چسبیده به کرم پروانه لیمو

پروانه‌ها در مراحل اولیهٔ زندگی توسط انگل‌واره‌ها و در همهٔ مراحل زندگی توسط شکارچی‌ها، بیماری‌ها و عوامل محیطی تهدید می‌شوند. براکونیدها و دیگر زنبورهای انگلی تخم‌های خود را درون تخم‌ها یا لاروهای بال‌پولک‌داران می‌گذارند و لاروهای انگل‌وارهٔ زنبورها میزبان خود را می‌خورند، معمولاً درون یا بیرون از پوستهٔ خشکیده شفیره می‌شوند. بیشتر زنبورها نسبت به گونهٔ میزبان خود بسیار اختصاصی‌اند و برخی به‌عنوان کنترل‌های زیستی آفت‌های پروانه مانند سفید بزرگ کلم استفاده شده‌اند.
زمانی‌که سفید کوچک کلم به‌طور تصادفی به نیوزیلند معرفی شد، هیچ دشمن طبیعی نداشت. برای کنترل آن، چند شفیره که توسط یک زنبور کالسی‌دیدی انگل‌گذاری شده بودند وارد شدند و کنترل طبیعی دوباره برقرار شد.
برخی مگس‌ها تخم‌های خود را بر روی سطح کرم‌ها می‌گذارند و لاروهای تازه‌ازتخم‌درآمدهٔ مگس از میان پوست نفوذ کرده و به شیوه‌ای مشابه با لاروهای زنبور انگل‌واره تغذیه می‌کنند.
شکارچی‌های پروانه‌ها شامل مورچه‌ها، عنکبوت‌ها، زنبورها و پرنده‌ها هستند.
کرم‌های پروانه نیز به مجموعه‌ای از بیماری‌های باکتریایی، ویروسی و قارچی دچار می‌شوند و تنها درصد اندکی از تخم‌های پروانه‌ای که گذاشته می‌شوند به مرحلهٔ بلوغ می‌رسند. باکتری باسیلوس تورنجینسیس در اسپری‌ها برای کاهش خسارت به محصولات کشاورزی ناشی از کرم‌های سفید بزرگ کلم استفاده شده و قارچ حشره‌کش بووِریا باسیانا نیز برای همین منظور مؤثر واقع شده است.

#### گونه‌های در معرض خطر
پرنده‌بال شهبانو الکساندرا که در پاپوآ گینه نو یافت می‌شود، بزرگ‌ترین پروانه در جهان است. این گونه در معرض خطر است و یکی از تنها سه حشره (که دو گونهٔ دیگر نیز پروانه هستند) به‌شمار می‌رود که در ضمیمهٔ یک کنوانسیون بین‌المللی تجارت گونه‌های جانوری و گیاهی وحشی در حال انقراض فهرست شده است که تجارت بین‌المللی آن را غیرقانونی می‌کند.

#### دفاع‌ها
پروانه‌ها به روش‌های گوناگون خود را از شکارچی‌ها محافظت می‌کنند.
دفاع‌های شیمیایی گسترده‌اند و بیشتر بر پایهٔ ترکیباتی با منشأ گیاهی هستند. در بسیاری از موارد، خود گیاه‌ها این مواد سمی را به‌عنوان ابزاری دفاعی در برابر علف‌خواران تکامل داده‌اند. پروانه‌ها سازوکارهایی را برای اندوختن این سموم گیاهی و استفاده از آن‌ها در دفاع خود تکامل داده‌اند. این سازوکارهای دفاعی تنها زمانی مؤثرند که به‌خوبی آشکار شوند؛ این موضوع منجر به تکامل رنگ‌های روشن در پروانه‌های ناخوشایند برای شکارچی شده است. این سیگنال معمولاً توسط پروانه‌های دیگر، بیشتر ماده‌ها، تقلید می‌شود. یک تقلید بیتسی گونه‌ای دیگر را تقلید می‌کند تا از حفاظت آپوزماتیسم آن گونه بهره‌مند شود. مورن معمولی در هند دارای ریخت‌های ماده‌ای است که دم‌چلچله‌ای‌های سرخ‌تن ناخوشایند همچون رز معمولی (Pachliopta aristolochiae) و رز زرشکی را تقلید می‌کنند. تقلید مولری هنگامی رخ می‌دهد که گونه‌های دارای آپوزماتیسم به‌گونه‌ای تکامل می‌یابند که شبیه یکدیگر شوند، احتمالاً برای کاهش نرخ شکار توسط شکارچیان؛ هلیکونیوس از قارهٔ آمریکا نمونهٔ خوبی است.
خانوادهٔ آبی‌بالان دارای سر دروغین شامل چشم‌واره‌ها و دم‌های کوچک (شاخک‌های دروغین) هستند تا حمله را از ناحیهٔ حیاتی‌تر سر منحرف کنند. این ویژگی همچنین می‌تواند باعث شود شکارچی کمین‌گر مانند عنکبوت‌ها از انتهای اشتباه نزدیک شوند و این امکان را به پروانه‌ها بدهد که حمله‌ها را به‌موقع تشخیص دهند. بسیاری از پروانه‌ها دارای چشم‌واره‌های روی بال‌ها هستند؛ این‌ها نیز می‌توانند حمله‌ها را منحرف کنند یا ممکن است برای جذب جفت به‌کار روند.
دفاع‌های شنیداری نیز می‌توانند به‌کار گرفته شوند؛ در پروانهٔ خال‌خاکستری این موضوع به ارتعاشاتی اشاره دارد که توسط پروانه هنگام باز کردن بال‌ها ایجاد می‌شود تا با مورچه‌های شکارچی ارتباط برقرار کند.
بسیاری از پروانه‌های گرمسیری دارای چندریختی فصلی برای فصل‌های خشک و بارانی هستند. این تغییرها توسط اکدیسون، هورمون تغییر پوست، تنظیم می‌شوند. شکل‌های فصل خشک معمولاً پنهان‌کارانه‌تر هستند و احتمالاً پوشش بهتری در هنگام کمیاب بودن پوشش گیاهی فراهم می‌کنند. رنگ‌های تیره در شکل‌های فصل بارانی ممکن است به جذب تابش خورشیدی کمک کنند.
پروانه‌هایی که فاقد دفاع‌هایی چون سم‌ها یا تقلید هستند، خود را از طریق پروازی ناهموارتر و غیرقابل‌پیش‌بینی‌تر نسبت به دیگر گونه‌ها محافظت می‌کنند. چنین پنداشته می‌شود که این رفتار شکارچیان را در شکار آن‌ها با دشواری روبه‌رو می‌سازد و این امر ناشی از آشفتگی ایجادشده به‌وسیلهٔ گرداب‌های کوچکی است که هنگام پرواز توسط بال‌ها شکل می‌گیرد.

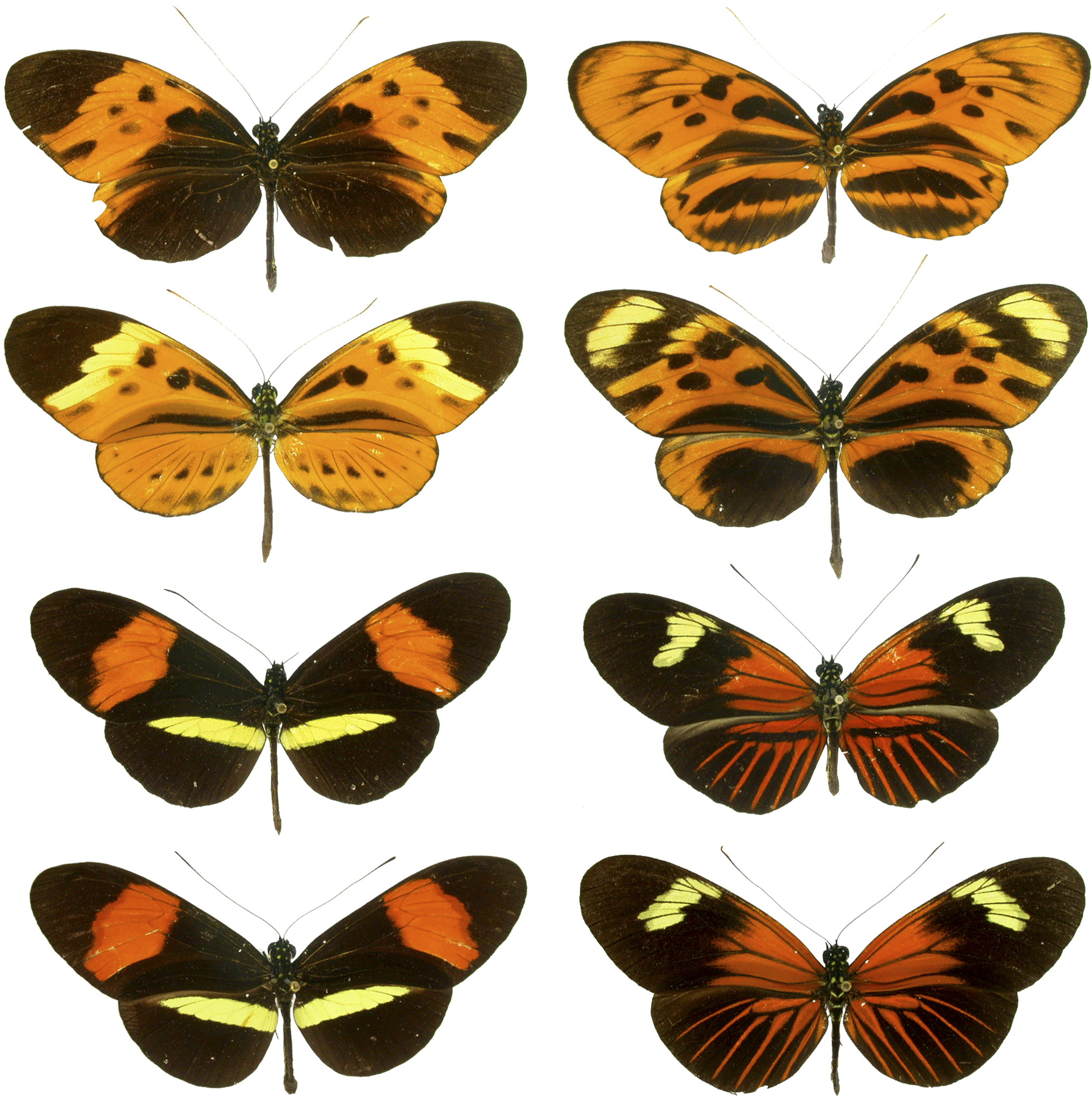
هلیکونیوس شکارچیان را با تقلید مولری دور می‌کند.
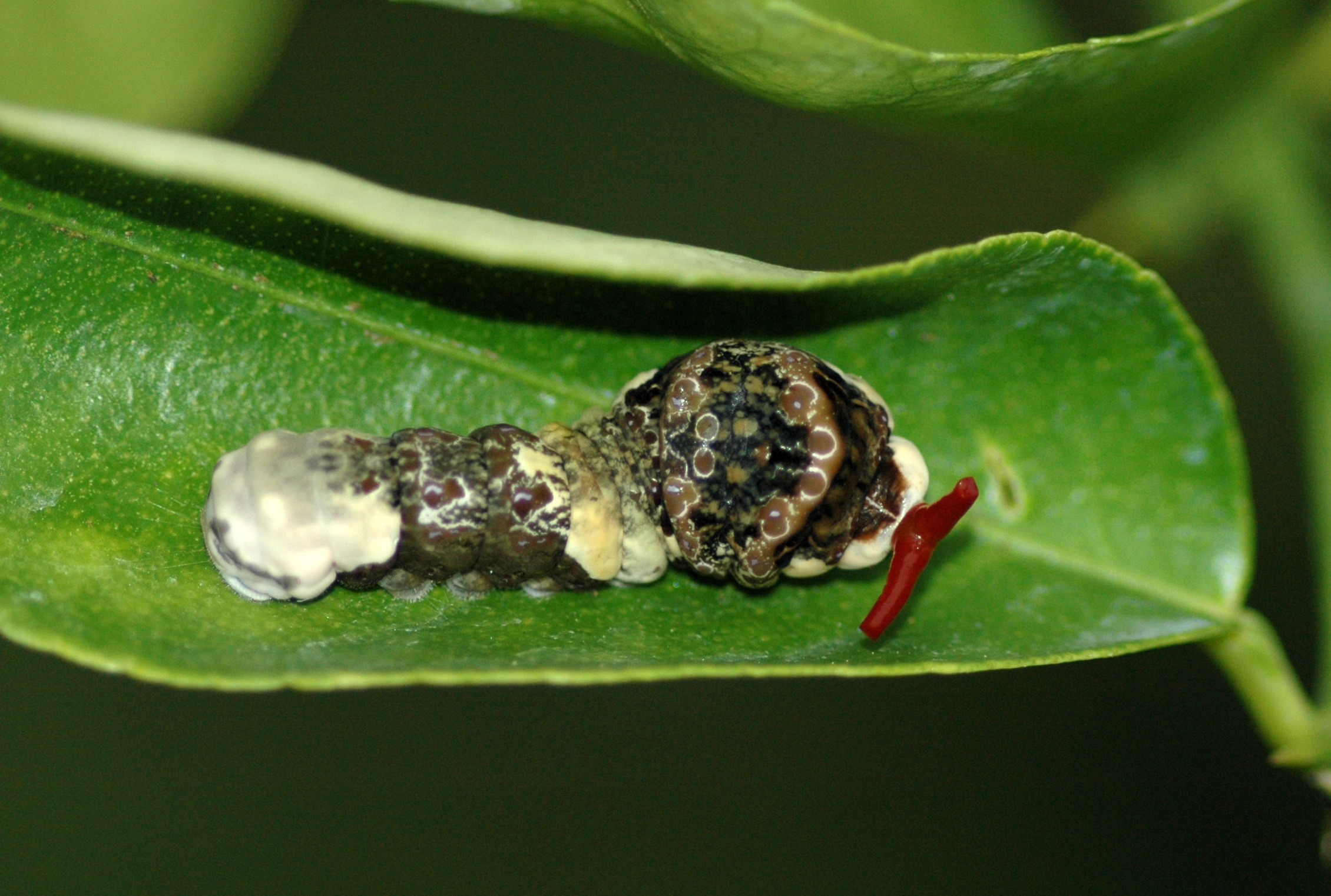
لارو پروانهٔ دم‌چلچله‌ای غول‌آسا در حال بیرون‌زدن اوسمتریوم برای دفاع؛ همچنین تقلیدی است و شبیه به فضلهٔ پرنده به‌نظر می‌رسد.
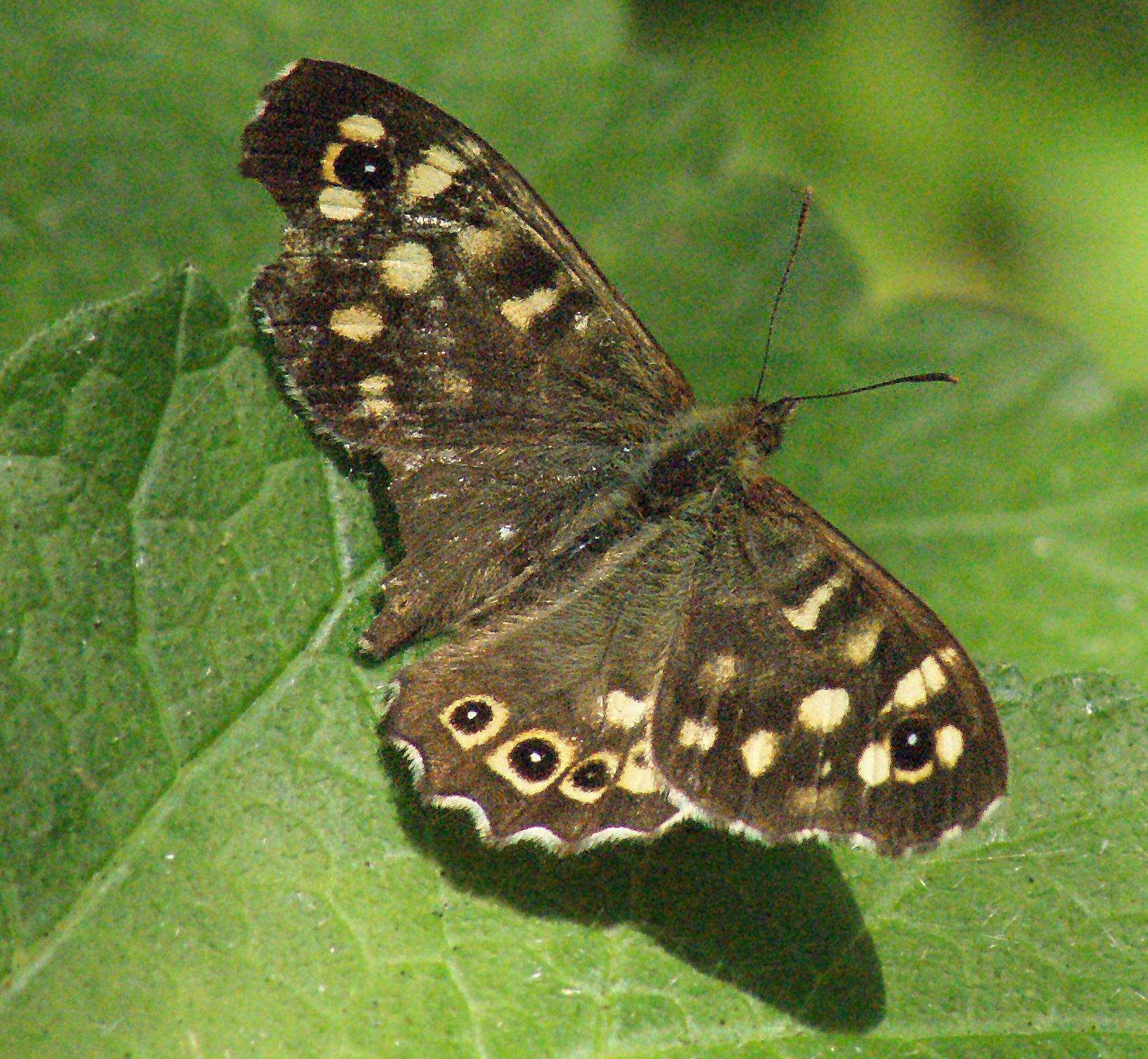
چشم‌واره‌های پروانهٔ جنگلی خالدار (پارارگه ائگریا) شکارچیان را از حمله به سر منحرف می‌کنند. این حشره با وجود آسیب‌دیدگی بال عقبی چپ همچنان قادر به پرواز است.

## کاهش شمارگان

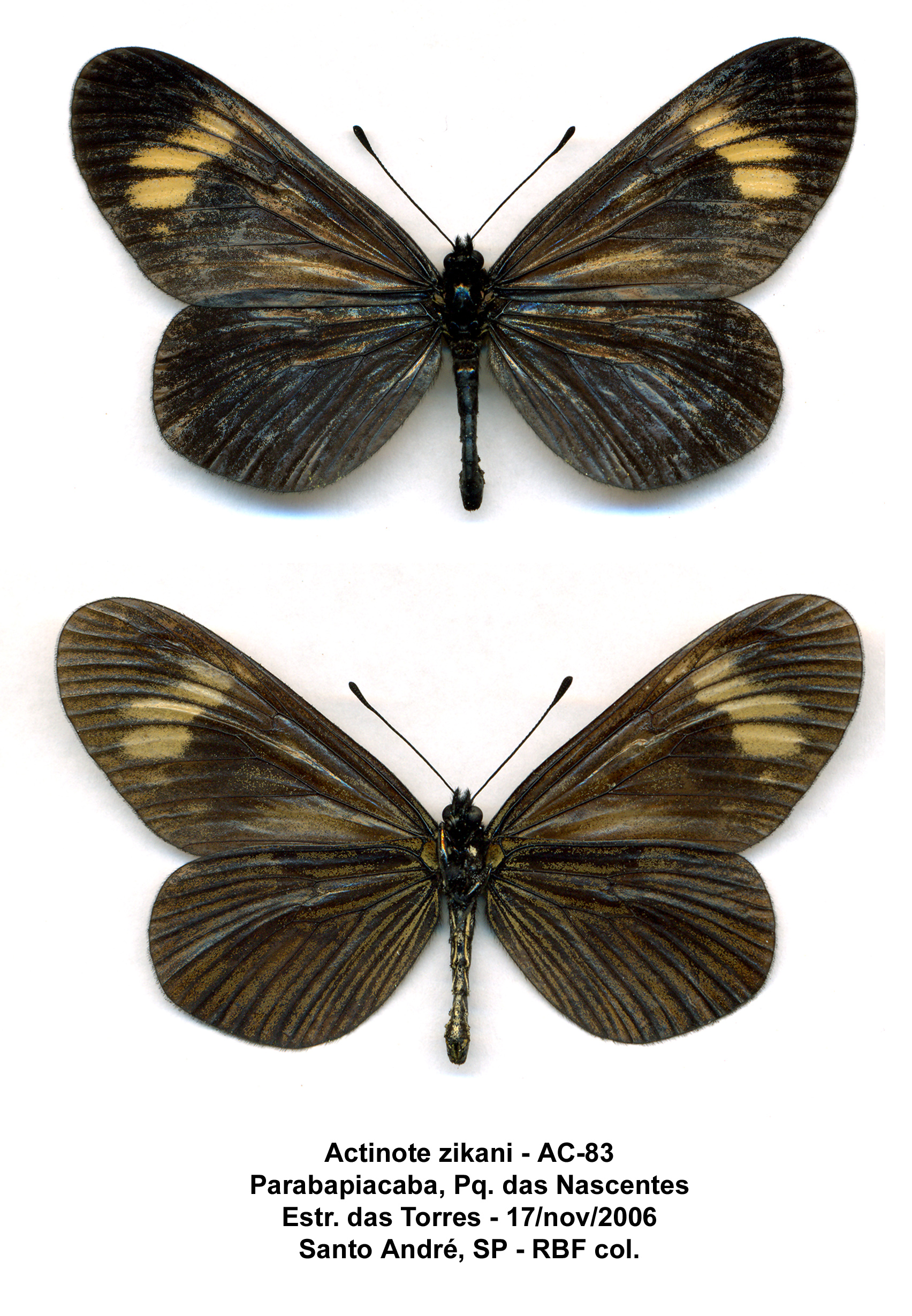
اکتینوت زیکانی، گونه‌ای در بحران انقراض به دلیل نابودی زیستگاه ناشی از گسترش انسانی

کاهش جمعیت پروانه‌ها در بسیاری از نقاط جهان مشاهده شده و این پدیده با کاهش جمعیت حشرات در سراسر جهان هم‌خوانی دارد. دست‌کم در غرب ایالات متحدهٔ آمریکا، این فروپاشی در شمار بیشتر گونه‌های پروانه‌ها ناشی از تغییر اقلیم، و به‌ویژه پاییزهای گرم‌تر تشخیص داده شده است. جمعیت پروانه‌ها در ایالات متحدهٔ آمریکا میان سال‌های ۲۰۰۰ تا ۲۰۲۰ به میزان ۲۲٪ کاهش یافت، که عمدتاً به دلیل نابودی زیستگاه، آفت‌کش‌ها و تغییر اقلیم بوده است.

## در فرهنگ

### در هنر و ادبیات

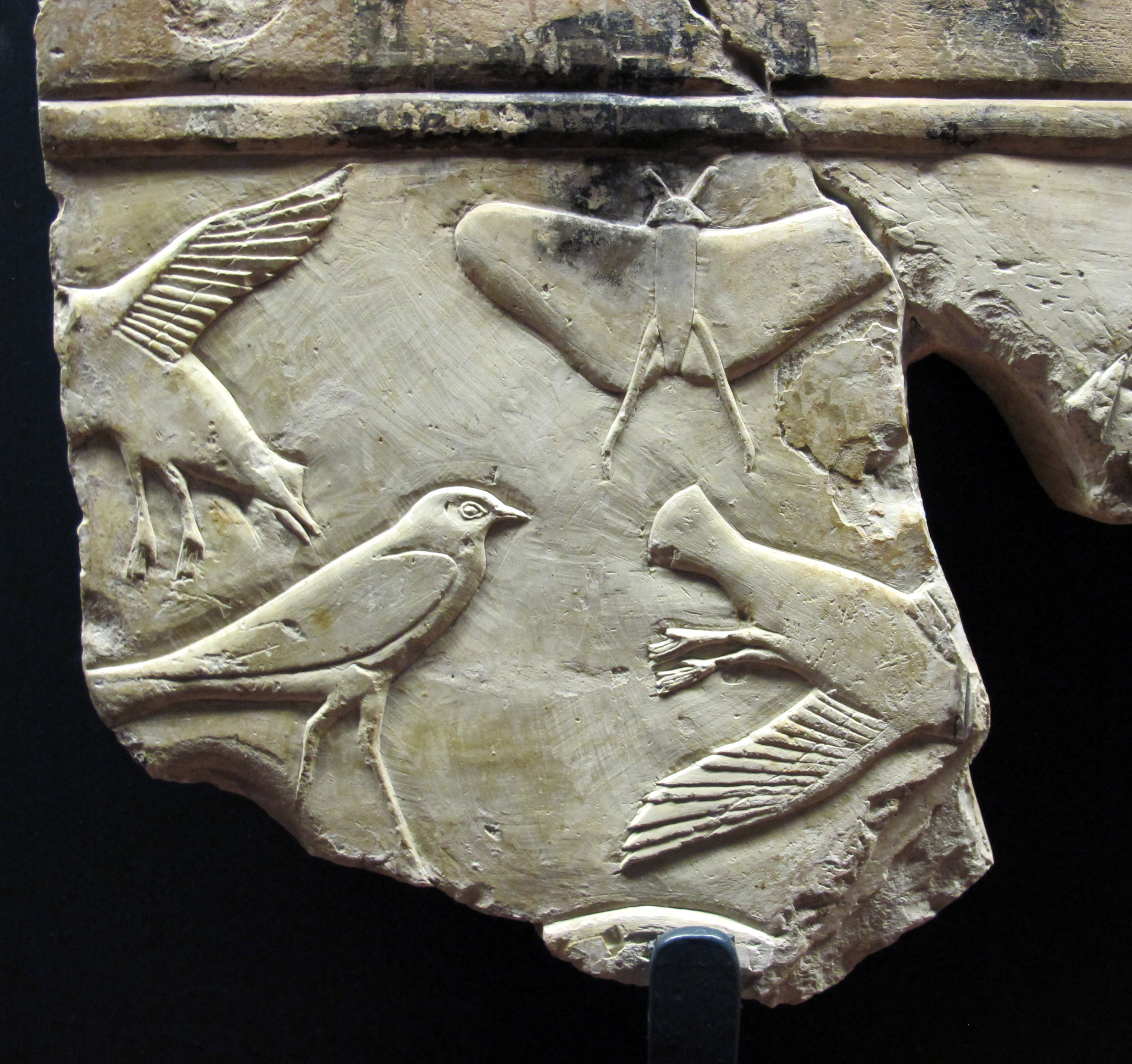
نقش‌برجستهٔ مصر باستان، دودمان بیست و ششم مصر، تبس. حدود ۶۶۴–۵۲۵ پیش از میلاد

پروانه‌ها از ۳۵۰۰ سال پیش در هنر مصر باستان دیده شده‌اند. در صحنه‌های شکار، پروانه‌ها گاه به‌گونه‌ای گنجانده می‌شدند که زندگی، آزادی و توانایی رهایی از شکار را تداعی کنند و تعادلی با صحنه‌های مربوط به مرگ و پاسداشت ماعت بیافرینند. همچنین آن‌ها نمادی از باززایی یا تولد دوباره و حفاظت بودند. برخی پروانه‌ها، مانند پروانهٔ ببری، احتمالاً با ایزدان خورشیدی، به‌ویژه رع، مرتبط دانسته می‌شدند. پروانهٔ ببری شباهت ویژه‌ای نیز به عنخ داشت، به‌دلیل بدن و نوک بال‌های سیاهش، که به‌احتمال زیاد برای مصریان باستان قابل توجه بوده است. همچنین پروانه‌ها ممکن بود به‌عنوان یکی از راهنمایان مردگان در جهان پس از مرگ درک شوند.
در شهر باستانی آمریکای میانه‌ای تئوتیواکان، تصویر درخشان و رنگین پروانه بر بسیاری از معابد، ساختمان‌ها، جواهرات و مجمره‌ها کنده‌کاری شده بود. گاه پروانه با آروارهٔ یک جگوار به تصویر کشیده می‌شد و برخی گونه‌ها باززادهٔ ارواح جنگجویان کشته‌شده دانسته می‌شدند. پیوند نزدیک پروانه‌ها با آتش و جنگ در میان آزتک‌ها نیز ادامه یافت؛ شواهدی از تصاویر جگوار-پروانه در میان زاپوتک‌ها و مایاها نیز یافت شده است.

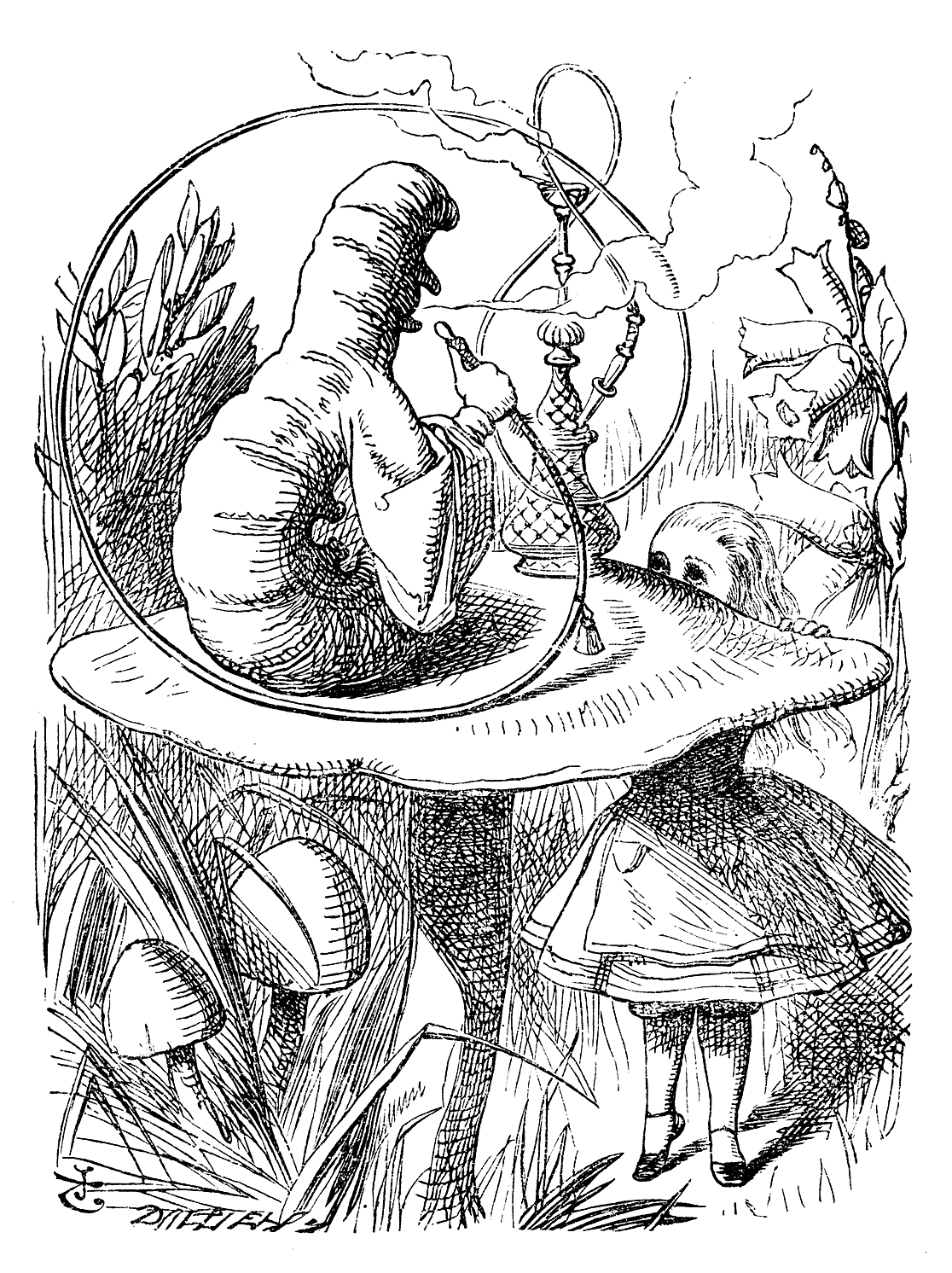
آلیس با کرم ابریشم دیدار می‌کند. تصویر از جان تنیل در کتاب لوئیس کارول، ماجراهای آلیس در سرزمین عجایب، حدود ۱۸۶۵

پروانه‌ها به‌طور گسترده در اشیای هنری و جواهرات به‌کار می‌روند: قاب‌شده، در رزین جاسازی‌شده، در بطری به نمایش درآمده، در کاغذ لمینت‌شده و در برخی آثار هنری ترکیبی و اثاثیه استفاده می‌شوند. نروژی طبیعت‌شناس شل ب. سندوید الفبای عکاسی‌شدهٔ الفبای پروانه را گردآوری کرد که شامل ۲۶ حرف و اعداد ۰ تا ۹ از روی بال‌های پروانه‌ها بود. پروانه نمادی از تراجنسیتی بودن است، به‌سبب دگردیسی از کرم به پروانهٔ بالدار.
جان تنیل تصویر مشهوری از دیدار آلیس با یک کرم ابریشم برای اثر لوئیس کارول، آلیس در سرزمین عجایب، حدود ۱۸۶۵ کشید. کرم ابریشم روی یک قارچ‌سنگی نشسته و قلیان می‌کشد؛ این تصویر می‌تواند یا به‌صورت نمایش پاهای جلویی لارو خوانده شود، یا به‌گونه‌ای که چهره‌ای با بینی و چانهٔ برجسته را القا کند. کتاب کودکانهٔ اریک کارل، کرم ابریشم بسیار گرسنه، لارو را به‌عنوان حیوانی فوق‌العاده گرسنه به تصویر می‌کشد، و هم‌زمان به کودکان شمارش (تا پنج) و روزهای هفته را آموزش می‌دهد. پروانه‌ای در یکی از داستان‌های همین‌طوری رودیارد کیپلینگ، با عنوان «پروانه‌ای که مهر زد» ظاهر می‌شود.
یکی از محبوب‌ترین و پرتکرارترین ترانه‌های سوئد در سدهٔ هجدهم، سرودهٔ کارل میکائل بلمن است، «پروانهٔ بال‌گشوده در هاگا دیده می‌شود»، که بخشی از ترانه‌های فردمان اوست. مادام باترفلای یک اپرای ۱۹۰۴ اثر جاکومو پوچینی است دربارهٔ عروس جوان رمانتیک ژاپنی که اندکی پس از ازدواج، از سوی شوهر افسر آمریکایی‌اش ترک می‌شود. این اپرا بر اساس یک داستان کوتاه در ۱۸۹۸ اثر جان لوتر لانگ نوشته شده بود.

### در اسطوره و فرهنگ عامه
بر اساس گفتهٔ لافکادیو هرن، در ژاپن پروانه تجسمی از روح انسان دانسته می‌شد؛ چه زنده باشد، چه در حال مرگ و چه پس از مرگ. یکی از خرافه‌های ژاپنی می‌گوید اگر پروانه‌ای وارد اتاق مهمان شود و پشت پردهٔ بامبو بنشیند، کسی که دوستش دارید به دیدارتان خواهد آمد. شمار زیاد پروانه‌ها به‌عنوان فالی بد دانسته می‌شد. هنگامی که تایرا نو ماساکادو به‌طور پنهانی برای شورش مشهورش آماده می‌شد، فوج عظیمی از پروانه‌ها در کیوتو ظاهر شدند. مردم هراسان شدند و این پدیده را نشانه‌ای از شر در راه دانستند.
آنسیکلوپدی دیدرو پروانه‌ها را نمادی برای روح ذکر می‌کند. یک پیکرهٔ رومی پروانه‌ای را نشان می‌دهد که از دهان مرده‌ای بیرون می‌آید و باور رومیان را بازمی‌تاباند که روح از دهان خارج می‌شود. در همین راستا، واژهٔ یونانی باستان برای «پروانه» ψυχή (پسیکه) است که در اصل به‌معنای «روح» یا «ذهن» است. به گفتهٔ میرچا الیاده، برخی از مردم ناگای مانیپور، تبار خود را از پروانه‌ای می‌دانند. در فرهنگ عامهٔ برمه‌ای، پروانه (لیپیا) نماد روح یا آگاهی فرد است. در دورهٔ گذار پس از مرگ، برمه‌ای‌ها باور دارند که «روح پروانه» به ارواح سرگردانی بدل می‌شود که در جستجوی کالبدی تازه است. در برخی فرهنگ‌ها، پروانه‌ها نماد تولد دوباره هستند. در شهرستان دوون در انگلستان، مردم شتابان پروانهٔ نخست سال را می‌کشتند تا از بدشانسی سالانه بگریزند. در فیلیپین، حضور طولانی پروانه یا شب‌پرهٔ سیاه یا تیره در خانه نشانهٔ مرگ قریب‌الوقوع یا اخیر در خانواده تلقی می‌شود. چند ایالت آمریکایی یک پروانهٔ رسمی ایالتی برگزیده‌اند.

### گردآوری، ثبت و پرورش

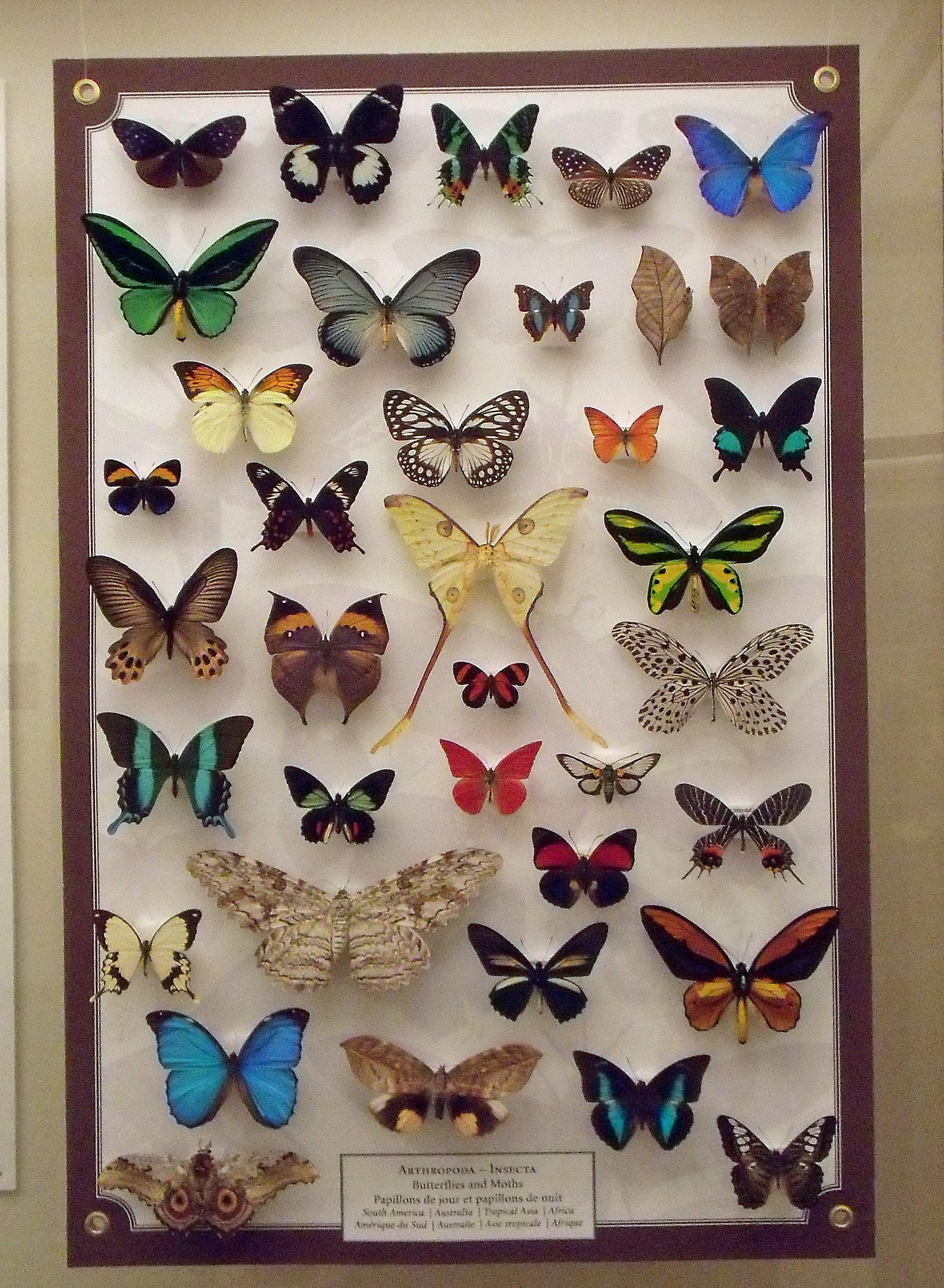
مجموعه‌ای از پروانه‌ها و شب‌پره‌ها در موزهٔ مانیتوبا، حدود ۲۰۱۰

«گردآوری» به معنای نگهداری نمونه‌های مرده است، نه نگهداری پروانه‌ها به‌عنوان حیوان خانگی.< گردآوری پروانه‌ها زمانی سرگرمی‌ای رایج بود؛ اما امروزه بیشتر جای خود را به عکاسی، ثبت و پرورش پروانه‌ها برای رهاسازی در طبیعت داده است. تصویرگر جانورشناسی فردریک ویلیام فروهاک موفق شد همهٔ گونه‌های پروانهٔ یافت‌شده در بریتانیا را پرورش دهد، به‌طور میانگین چهار گونه در سال، تا بتواند همهٔ مراحل هر گونه را ترسیم کند. او نتایج را در کتاب بزرگ‌اندازهٔ تاریخ طبیعی پروانه‌های بریتانیایی در سال ۱۹۲۴ منتشر کرد. پروانه‌ها و شب‌پره‌ها را می‌توان برای سرگرمی یا برای رهاسازی پرورش داد.

### در فناوری
مطالعهٔ رنگ‌آمیزی ساختاری فلس‌های بالِ پروانه‌های دم‌چلچله‌ای به توسعهٔ ال‌ئی‌دی‌های کارآمدتر انجامیده است، و الهام‌بخش پژوهش‌های نانوفناوری برای تولید رنگ‌هایی بدون رنگدانه‌های سمی و توسعهٔ فناوری‌های نوین نمایش شده است.